# Histoire de La Haye

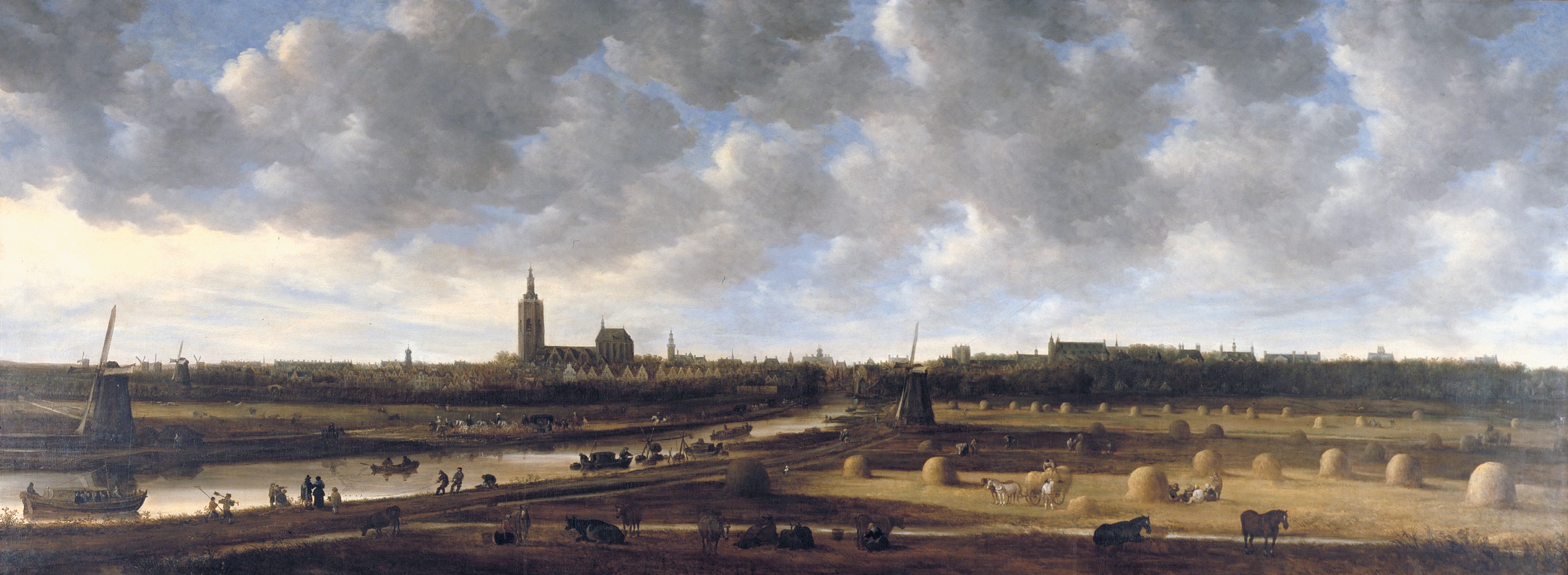
Jan van Goyen, Vue de La Haye depuis le sud-est, 1650, musée historique de La Haye.

L'histoire de La Haye ne débute pas avec sa fondation en 1248 par Guillaume II, comte de Hollande et roi des Romains de 1247 à 1256. Des activités humaines y sont décelées dès le néolithique; qui se poursuivent durant l'antiquité et l'époque romaine. Au Moyen Âge, La Haye est le centre administratif des comtes de Hollande avant que de puissantes villes hollandaises comme Leyde, Delft et Dordrecht s'accordent pour la choisir comme leur centre administratif, une situation jamais remise en cause, ce qui en fait aujourd'hui le siège du gouvernement. Ville de congrès, La Haye a aussi été fortement endommagée pendant la Seconde Guerre mondiale.

## Antiquité et époque romaine
Des personnes vivent dans la région de La Haye depuis longtemps, bien avant qu’il y ait un village appelé La Haye. Les plus anciennes découvertes archéologiques faites à proximité du Binnenhof datent de la période néolithique, vers 3000 av. J.-C.. En 1912, lors d'une rénovation du Grand Hôtel Central sur le Lange Poten, qui fait aujourd'hui partie du complexe de la Seconde Chambre des États généraux, un biface intact en silex a été découvert, dont les utilisateurs peuvent être classés comme appartenant à la culture de Vlaardingen, une culture archéologique à la frontière du moyen et de la fin du néolithique située dans ce qui est aujourd’hui la région côtière de l’ouest des Pays-Bas. Dans les environs de la Grote Kerk et sur le Lange Voorhout, des couches de terrain datant de l'âge du bronze ont été découvertes, ainsi que des traces de l'âge du bronze et de l'âge du fer qui a suivi, sur la Van Hogenhoucklaan dans le quartier de Benoordenhout, dont des tessons de poterie de la culture d'Hilversum et des traces de terrain de l'âge du fer.

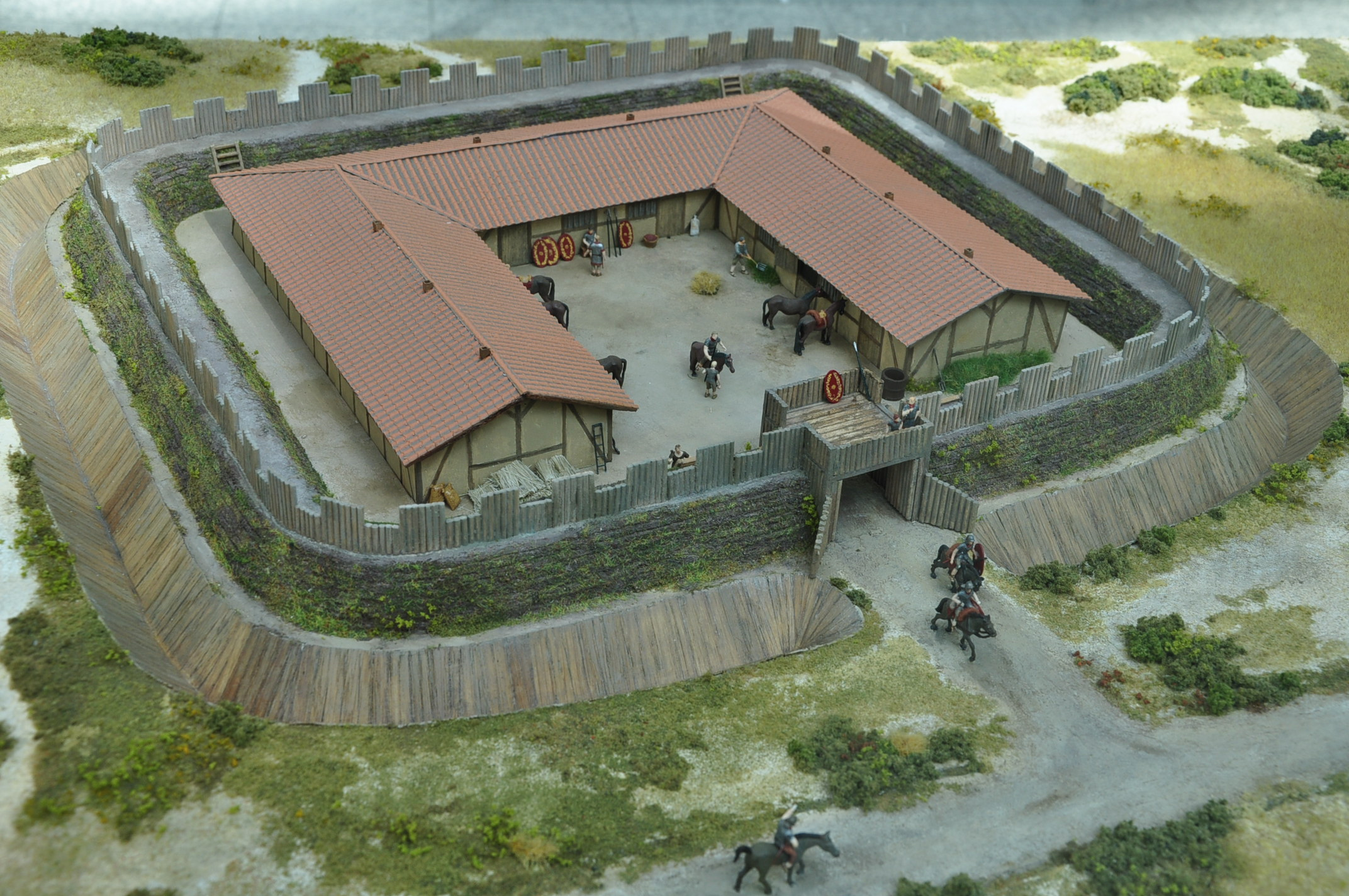
Fort romain d'Ockenburgh, dessin en 3D.

Au début de l'ère chrétienne, la zone côtière près de La Haye est habitée par la tribu germanique des Cananefates ; la zone comprise entre les embouchures de la Meuse et du Rhin fait alors partie de la Germanie inférieure, la partie la plus septentrionale de l'Empire romain sur le continent européen. Au IIe siècle, un petit camp romain avec une colonie, le soi-disant Vicus van Ockenburgh, est avéré dans les dunes à la limite sud de La Haye actuelle. Ce camp semble avoir été utilisé de 150 à 180 après J.-C. environ et a joué un rôle dans la défense de la côte contre les raids des pillards venus de la mer.
Ockenburgh est le plus grand site de vestiges romains à La Haye où des recherches archéologiques sont menées dès la fin des années 1920. Il se peut également qu'il y ait eu un camp romain à Scheveningseweg. Lors de fouilles effectuées le long de cette route dans les années 1990, des traces d'habitation ont été découvertes, datant de la période comprise entre la fin du IIe siècle et 240 après J.-C. Les trouvailles correspondent à celles d'un vicus à proximité d'un modeste camp. Un camp lui-même n'a pas été retrouvé à cet endroit. Il était probablement relié par une route au Forum Hadriani, la plus grande ville romaine de cette région, située dans l'actuelle Voorburg.
Des vestiges de la longue préhistoire de La Haye ont été découverts lors de fouilles à plusieurs endroits du centre-ville, au Dagelijkse Groenmarkt en 1979, dans l'Annastraat en 1991 et la Nobelstraat en 1995, prouvant que des personnes vivaient et travaillaient à l'endroit où le village de Den Haghe allait se développer plus tard, tant à la fin de l'âge du fer qu'à l'époque romaine.

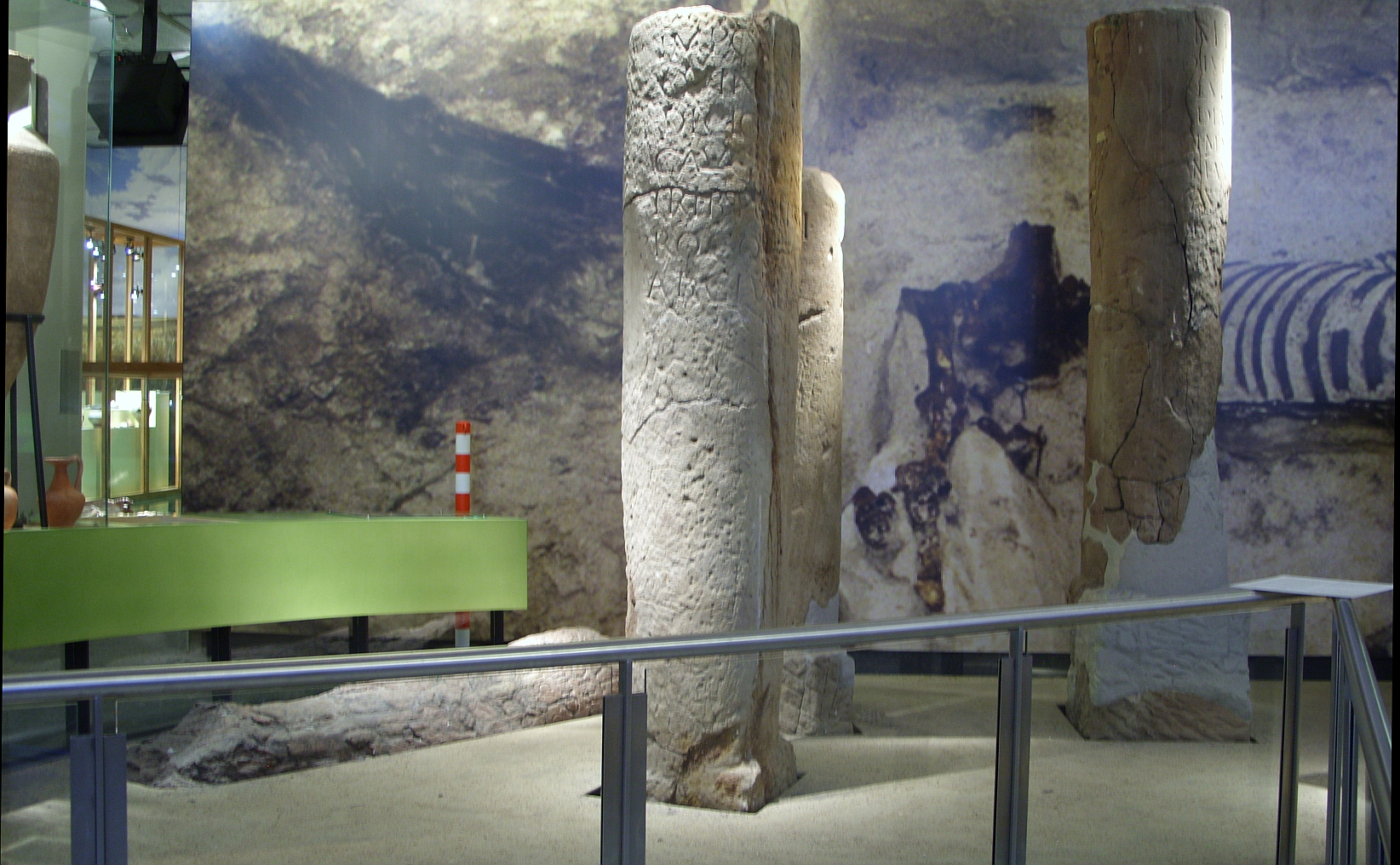
Bornes routières romaines découvertes à Wateringse Veld.

En 1997, quatre bornes routières romaines et des traces d'une voie romaine sont découvertes dans le quartier de Wateringse Veld. Les bornes sont dédiées à quatre empereurs romains différents et couvrent ensemble une période d'un peu moins de cent ans. La plus ancienne date de 151 après J.-C. et est dédiée à Antonin le Pieux, et la plus récente, dédiée à Dèce, a été installée en 250 après JC. La découverte indique qu'au moins en 250 après J.-C., la région de La Haye est encore peuplée et sous l'influence des Romains. Une colonie romaine indigène, ainsi qu'un lieu de culte, sont installés de la fin du Ier siècle jusqu'au IIIe siècle sur la Lozerlaan, près de l'Erasmusweg au sud-est de La Haye.

## Moyen Âge

### Haut Moyen Âge
Il n'existe pratiquement aucune donnée disponible sur l'histoire de La Haye au Haut Moyen Âge. Des recherches archéologiques indiquent que des personnes vivaient dans la région au VIe siècle. Dans les dunes de Solleveld et d'Ockenrode, au sud de la ville, un champ funéraire mérovingien, daté entre 550 et 650, a été découvert, contenant, entre autres, une tombe d'armes avec un vaste ensemble d'armes, et une tombe en forme de bateau, dont les murs étaient recouverts de bois de navire, fixés avec des rivets. L'établissement d'Ockenburgh, datant de la même époque, est établi près du champ funéraire, à proximité de la Johan van Oldenbarneveltlaan et du Frankenslag. Il fait partie de la Frise, des provinces qui s'étendent le long de la côte depuis l'estuaire de l'Escaut au sud jusqu'au Danemark au nord, une région où l'influence anglo-saxonne est perceptible. Des traces d'une colonie du IXe – Xe siècle ont également été trouvées sur l'Ereprijsweg, près de la réserve naturelle de Wapendal.

### Moyen Âge central

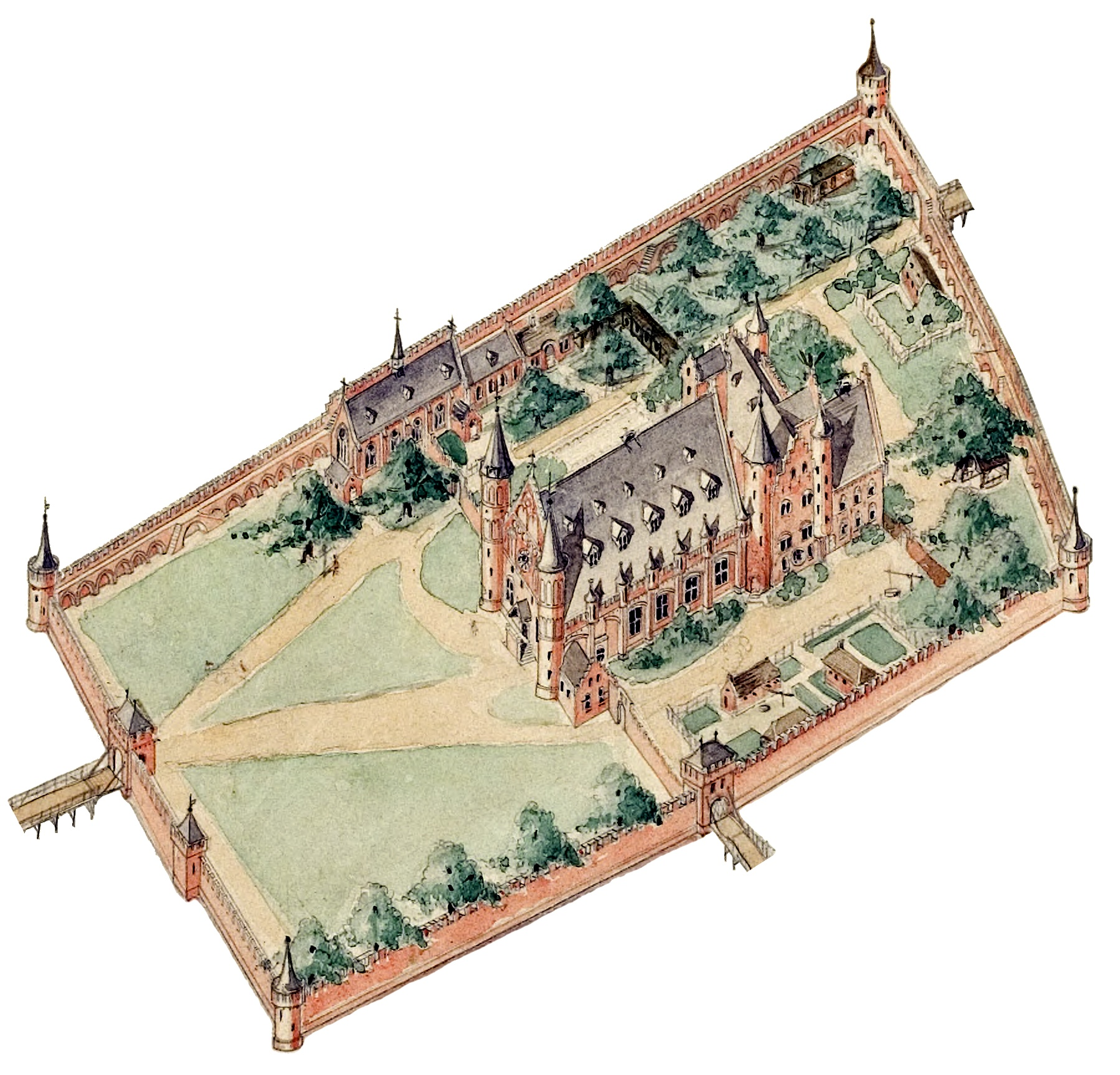
Le château comtal avec la salle des chevaliers et la chapelle de la cour, à La Haye, vers 1280. Reconstitution par Cornelis Peters.

Les fondations de la ville actuelle sont posées au cours du Moyen Âge central. On ne sait pas grand-chose sur les origines elles-mêmes. Peu avant 1230, le comte Florent IV de Hollande achète un soi-disant « Hof » (« ferme »), qui a appartenu à une certaine Dame Meilendis. L'acte de vente n'a pas été conservé, mais il existe un acte daté du 15 novembre 1229, dans lequel le seigneur Dirk van Wassenaer vend sa possession de la compétence sur le Hof de feu Dame Meilendis au comte Florent IV, y compris tous les « hommes et ouvriers agricoles » présents. L'acte ne mentionne pas de lieu précis. Les historiens déduisent qu'il s'agit probablement de la zone autour de l'actuel Binnenhof, à partir d'une combinaison avec d'autres données de l'époque. On en conclut donc que Dame Meilendis devait être une parente directe de Dirk van Wassenaer, puisqu'il s'agit de sa succession, qui est logiquement vendue par son héritier. Il s'agit probablement de la veuve du père de Dirk, Filips van Wassenaer,. Au cours des années suivantes (1230-1234), Florent IV ordonne que sa cour de Loosduinen soit transformée en abbaye, avec une abbatiale nouvellement construite dans un style architectural qui a été identifié comme une phase précoce du style gothique scaldien. Ce style est également utilisé pour le nouveau château comtal sur le site de ce qui allait plus tard être appelé le Binnenhof.
En 1948, le 700e anniversaire de La Haye est célébré car le successeur de Florent, le comte Guillaume II, aurait commencé en 1248 à transformer la première résidence comtale en un château qui pourrait être utilisé comme centre administratif, le Binnenhof. Le chroniqueur Johannes de Beke le décrit dans la première moitié du XIVe siècle comme ... un palais royal, d'où il jugeait les hautes affaires du royaume,. Guillaume meurt en 1256, avant que sa résidence ne soit achevée, mais son fils Florent V de Hollande veille à ce que la Ridderzaal soit achevée et dotée d'un toit doré et de flèches. Le village de La Haye se développe ensuite autour du Binnenhof. Le nom « Haga » apparaît pour la première fois dans une charte du comte de 1242
La Ridderzaal et le Binnenhof sont fortifiés, mais le village qui les entoure ne reçoit jamais de droits de cité, bien que La Haye reste la résidence des comtes de Hollande et de leurs successeurs. La ville peut se développer grâce à un compromis entre les villes néerlandaises, mais ces mêmes villes veillent à ce que La Haye ne devienne pas une ville fortifiée. Sa superficie est considérable et comprend, outre le village de Die Haghe, Haagambacht, composé du village de pêcheurs de Scheveningen, du lieu de pèlerinage marial d'Eikenduinen (aujourd'hui le cimetière d'Oud Eik en Duinen entre La Haye et Loosduinen), Halfloosduinen et la seigneurie de Nieuwveen, qui fait aujourd'hui partie du territoire de Nootdorp.

### Moyen Âge tardif

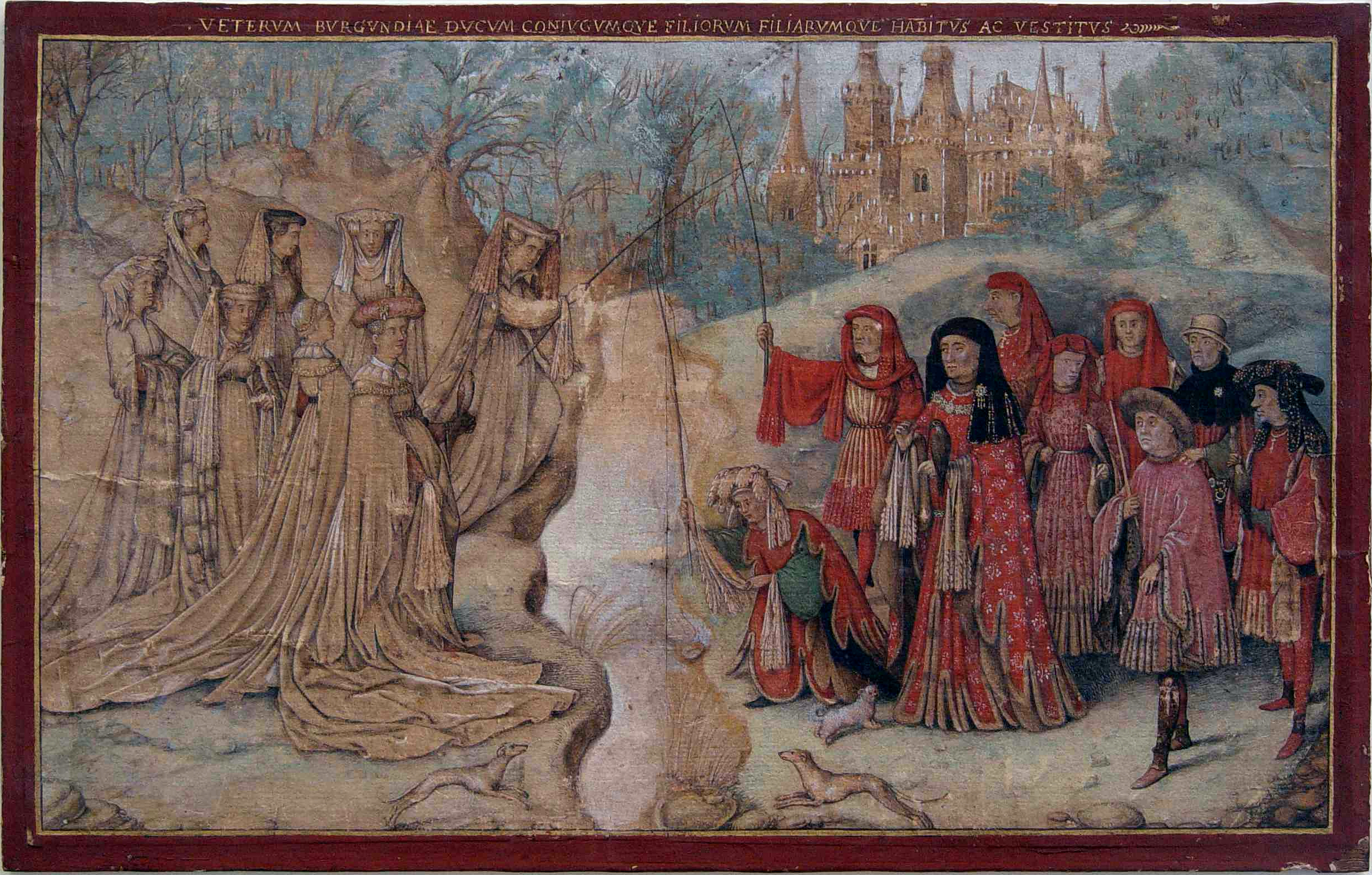
« La partie de pêche », dessin datant d’environ 1420, aujourd’hui attribué à Jan van Eyck, musée du Louvre, Paris. L'œuvre représente probablement le Binnenhof en arrière-plan et est la plus ancienne image de La Haye.

Au Moyen Âge tardif, la population de La Haye commence à croître régulièrement grâce à la présence de la cour comtale. Vers 1400 au plus tard, le village compte plusieurs milliers d'habitants, ce qui en fait davantage une ville. Après une première église de village en bois, construite au XIIIe siècle, une grande église en pierre est construite au XIVe siècle, agrandie au XVe siècle, la Grote Kerk, qui a la taille d'une église de ville, avec un clocher de 92,5 mètres de haut.
En 1334, le comte Guillaume Ier de Hainaut autorise La Haye à tenir sa propre foire annuelle. En 1344-1345, le Spui est relié au Vliet sur ordre de Guillaume II de Hainaut, en creusant le canal Haagse Trekvliet, qui assure une liaison fluviale avec Delft et Leyde. Cela permet au commerce de se développer davantage. Sous le règne du duc Albert Ier de Hainaut, comte de Hollande, La Haye reçoit un certain nombre de droits urbains importants. À partir de 1370, le village est autorisé à avoir son propre tribunal et à établir ses propres statuts (règlements). À partir de cette année-là, les résidents sont également autorisés à se qualifier de citoyens, un privilège urbain typique. En 1391, le comte lui accorde la permission d'élire son propre vroedschap et un gouvernement local est autorisé à être formé, présidé par le bailli.

Plan d'environ 1530 pour les murs de La Haye. N'a pas été exécuté.

À la fin du XIVe siècle, le comte Albert fonde le Sint-Jorisschutterij, la guilde de Saint-Georges, pour protéger le comté et la région de Binnenhof et Lange Voorhout, suivie au XVe siècle par la Sint-Sebastiaansschutterij, la guilde de Saint-Sébastien, plus tard aussi appelée kloveniersschutters, une milice destinée à protéger La Haye des raids et à aider le bailli et le contre-amiral. Au début, les guildes ont des fonctions militaires et policières, mais au cours des siècles suivants, elles prennent de plus en plus le caractère de gentlemen's club. Le comte Albert accorde en 1373 l'exonération des péages, permettant ainsi aux marchands de La Haye de ne plus payer de péages nulle part en Hollande. Une industrie textile et d'autres industries typiquement urbaines se développent, suivies de leurs organisations professionnelles, les guildes. Bien que cela ne soit pas officiellement autorisé par les États de Hollande et de Frise-Occidentale, plusieurs brasseries sont créées avec le soutien du conseil municipal. La cour du comte attire également des nobles et quelques artistes. Les classes supérieures s'installent principalement autour du Lange Voorhout, où elles construisent des maisons importantes, dont des maisons fortifiées, notamment celles des familles nobles Van Borssele, Brederode, Brunswijk, Egmont, IJsselstein, Van der Mark, Van Montfoort et Van Wassenaer. Le peintre Jan van Eyck est l'un des premiers artistes connus attiré par la cour. Le comte régnant de Hollande, le duc Jean III de Bavière, l'amène dans sa résidence de La Haye vers 1420, où il le nomme peintre de sa cour.

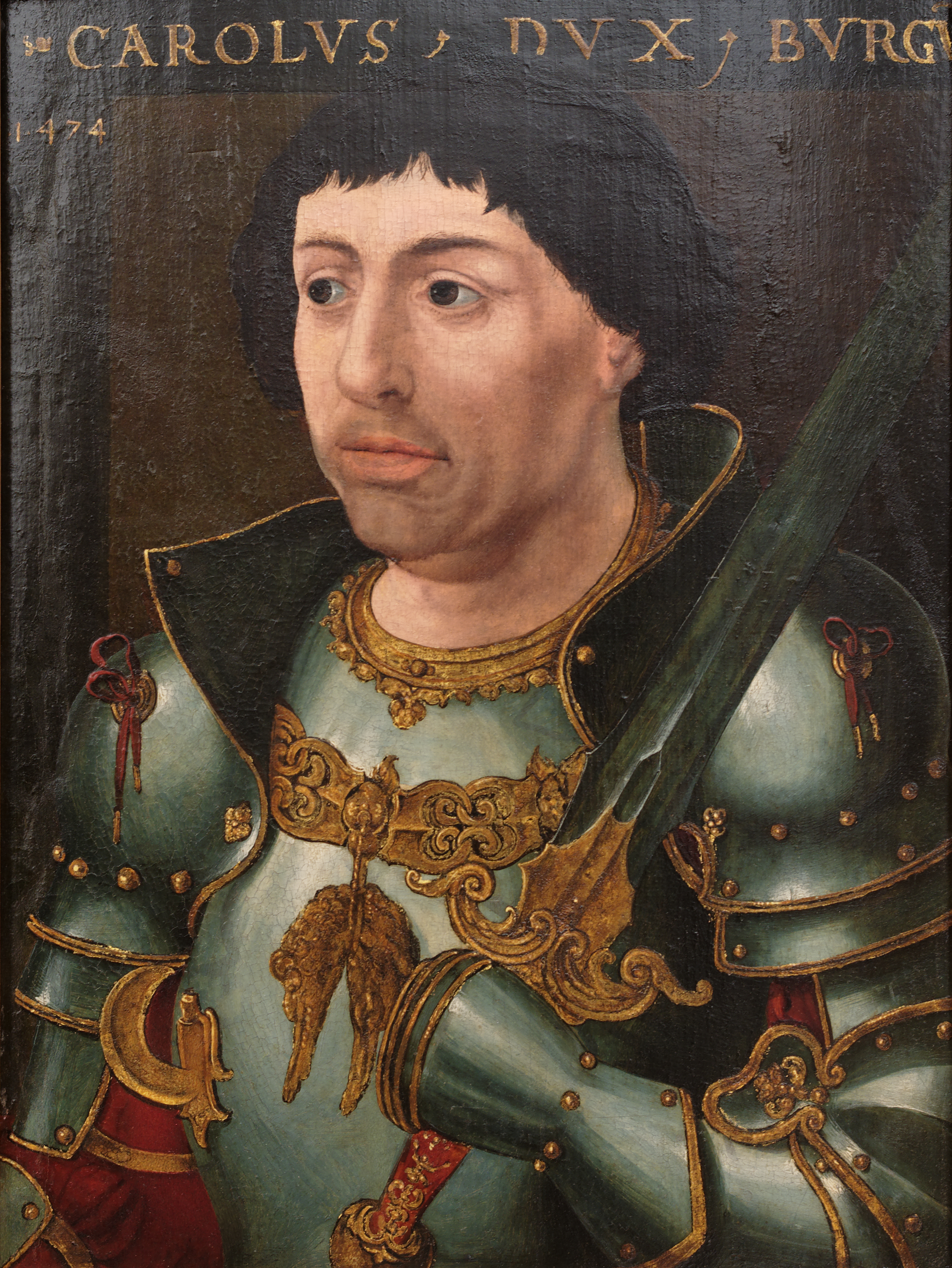
Portrait de Charles le Téméraire Duc de Bourgogne vers 1474, musée des Beaux-Arts de Dijon.

La vie de cour offre également occasionnellement à La Haye splendeur et magnificence. Le duc Charles le Téméraire, qui règne sur une grande partie des Pays-Bas bourguignons et sur le duché de Bourgogne, succède comme comte de Hollande à Philippe le Bon, décédé en 1467 ; il se fait introniser à La Haye le 21 juillet 1468. Le duc a avec lui une suite de 250 personnes ; les auberges de La Haye sont de fait surpeuplées. Les représentants de 21 villes néerlandaises se rendent à la Ridderzaal pour prêter serment d'allégeance au nouveau seigneur du pays. À son tour, le duc confirme les droits et libertés d’un certain nombre de villes. Dix petites villes de Frise-Occidentale ont également envoyé des représentants, espérant peut-être obtenir de nouvelles faveurs. En outre, 56 nobles sont venus, chacun avec son entourage, ainsi que 11 des baillis de Hollande et de Frise occidentale. Charles le Téméraire, vêtu de ses plus beaux atours, entend les plaintes de tous ceux qui s'approchent de lui et reçoit de nombreuses pétitions, qu'il renvoie généralement à l'un de ses nombreux fonctionnaires. Le 22 juillet, le duc part pour être à nouveau honoré à Haarlem et visiter plusieurs autres villes. Le 28 juillet, il revient à La Haye pour quelques réceptions, après quoi il part pour Bruxelles le 30 juillet.
À cette époque, une ville a un degré considérable d'autonomie gouvernementale, mais les comtes de Hollande (et plus tard leurs successeurs, les ducs de Bourgogne et les Habsbourg) préfèrent rester aux commandes dans leurs possessions. Le bailli, nommé par eux, demeure président du gouvernement local, même si un degré croissant d'autonomie est consenti. Le fait que La Haye, malgré son importance en tant que centre administratif et malgré la croissance significative de sa population et de son économie, ne reçoive pas les pleins droits de cité, comporte des dangers car elle ne bénéficie d'aucun ouvrage défensif. Depuis la campagne, tout le monde peut y accéder sans encombre. À la fin de la longue guerre des Crochets et des Cabillauds, sans la protection de remparts et de douve, le village est pris et pillé en juillet 1479 par Wolfert VI van Borssele et Reynier van Broeckhuysen. En 1489, elle est à nouveau victime de ces conflits, lorsque François de Bréderode et ses troupes pillent la Hollande pendant la Jonker Fransenoorlog, le conflit qui porte son nom, et saccagent La Haye. Malgré les temps troublés, la population de La Haye a atteint environ huit mille âmes.

## Période moderne
Malgré les violences à grande échelle qu'elle a subies à plusieurs reprises, La Haye termine le siècle suivant avec une population accrue et une activité économique plus importante. L'imprimerie l'atteint également avec le livre Die wandelhe der bloemen? qui y est imprimé en 1518 par Hugo Jansz. de Woerden

### Invasion des troupes du duc de Gueldre

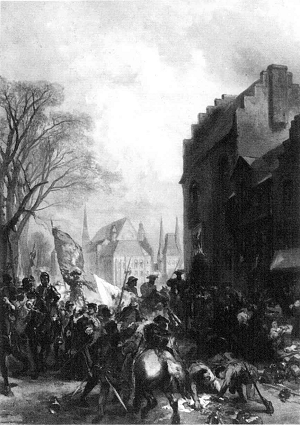
Charles Rochussen, Martin van Rossum dans La Haye en 1528.

En 1528, La Haye est attaquée par le général du duc de Gueldre Martin van Rossum. Après que ses hommes eurent pillé le village à l'extérieur du château du comte, le village réussit à limiter les dégâts supplémentaires en négociant un impôt avec le général. Cela est bénéfice car un incendie criminel aurait également eu lieu, néanmoins, les dégâts sont considérables car les soldats ont agi avec brutalité. De nombreux objets de toutes sortes, qui n’ont aucune valeur marchande, sont jetés dans les canaux, dont de nombreux documents, notamment ceux de l'administration du tribunal, mais aussi sur des pièces historiques de la milice locale, qui perd ainsi ses documents fondateurs. Vers 1530, des plans sont élaborés pour fortifier La Haye, mais ils ne sont jamais réalisés.

### Réforme et occupation espagnole

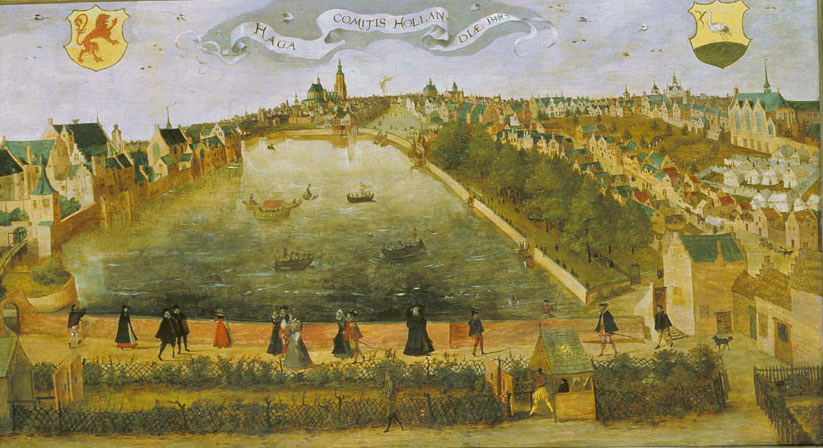
Vue de la Hofvijver à La Haye depuis le Doelen en 1567.

En 1566, pendant la réforme protestante, La Haye subit une furie iconoclaste, au cours de laquelle des églises et des monastères sont pillés, des statues de saints et de nombreux vitraux brisés, et des armoiries familiales arrachées des pierres tombales des catholiques. En 1576, les protestants de La Haye prennent le contrôle du gouvernement local, après quoi les biens de l'Église catholique sont progressivement expropriés au cours des décennies suivantes.
La Haye est également pillée sans pitié au cours des premières années de la guerre de Quatre-Vingts Ans. Comme la place est indéfendable en raison de l'absence de murs et de remparts, la cour de Hollande et la cour des comptes néerlandaise sont déplacées à Utrecht pour des raisons de sécurité. La ville devient le quartier général espagnol pendant le Siège de Leyde (1574). Les maisons ne sont plus entretenues et sont confisquées pour le logement des soldats, qui ne font aucun effort pour les épargner. De nombreuses d'entre elles deviennent inhabitables et tombent en ruine. De plus, des épidémies apparaissent, alors que les conditions d'hygiène sont mauvaises et qu’il y a une grande pénurie de soins médicaux. De ce fait, La Haye est pratiquement dépeuplée. En 1575, les caisses de guerre hollandaises sont presque vides. Les États de Hollande proposent donc de raser la forêt de La Haye, afin de pouvoir gagner de l'argent en vendant le bois. Le conseil du village s'y oppose fermement, car la forêt est une attraction importante pour l'établissement du gouvernement national et joue donc un rôle crucial pour l'avenir du village. Elle est aussi un terrain de chasse exclusif. En payant une rançon importante, la destruction de la forêt pourrait être évitée. En 1576, l'Acte de Rédemption stipule que les États de Hollande ne feront plus jamais de proposition visant à abattre la forêt de La Haye. La signature du stadhouder Guillaume Ier d'Orange-Nassau confirme le document,.
Au début, dans les années 1580, des tensions apparaissent quant à la reconstruction de La Haye, dévastée ; la puissante ville de Delft préfère empêcher l'émergence d'un rival dangereux dans son voisinage immédiat, en partie parce qu'elle souhaite que les États généraux des Provinces-Unies s'installent définitivement à Delft. Finalement, il est décidé de reconstruire. Après que les États généraux se soient établis dans les Provinces-Unies en 1583, ils se réunissent d'abord à Middelbourg. À partir de 1585, La Haye devient le lieu de réunion et le stathouder décide également de s'y installer.

### Bourgmestres

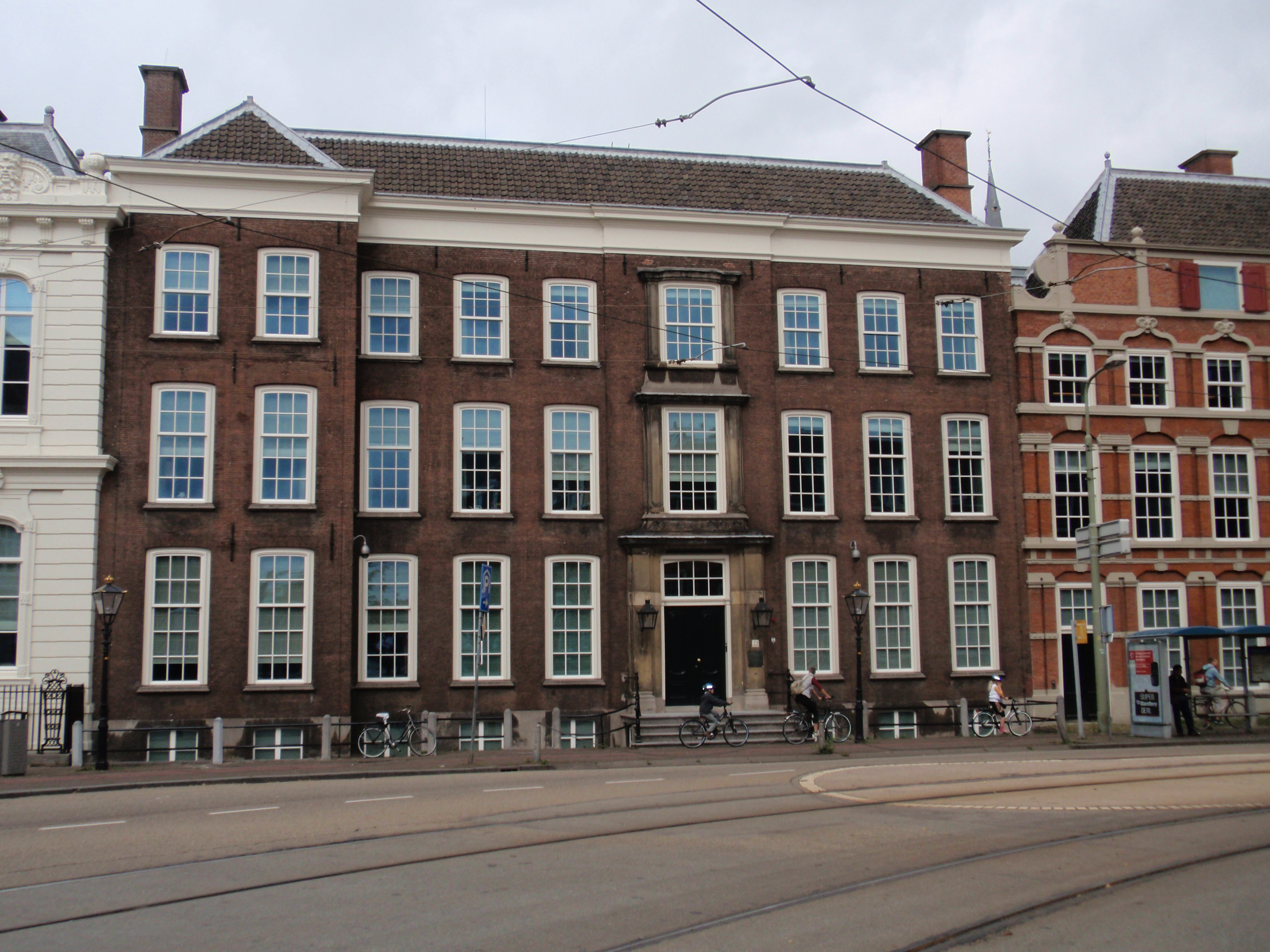
Kneuterdijk 22 qui abritait autrefois le « Logement des Cinq Cités ».

Jusqu'en 1559, le gouvernement de La Haye est dirigé par un vroedschap composé de vingt-quatre citoyens éminents, un bailli et un schout, un fonctionnaire chargé des fonctions administratives et judiciaires et du maintien de l’ordre public, qui sont assistés de sept échevins et d'un trésorier. Le 16 novembre de cette année, Philippe II (roi d'Espagne) accorde le droit d'avoir deux bourgmestres, auxquels est adjoint un troisième à partir de 1591. Le conseil reçoit également le soutien d'un pensionnaire.
À la fin du XVIe siècle, La Haye ne se distingue guère des « autres villes » et, bien qu'il s'agisse encore formellement d'un village, le gouvernement lui-même fait désormais référence à La Haye comme à une ville. Mais le privilège le plus important de tous, le droit de vote aux États de Hollande, ne lui sera jamais octroyé.

### Canaux

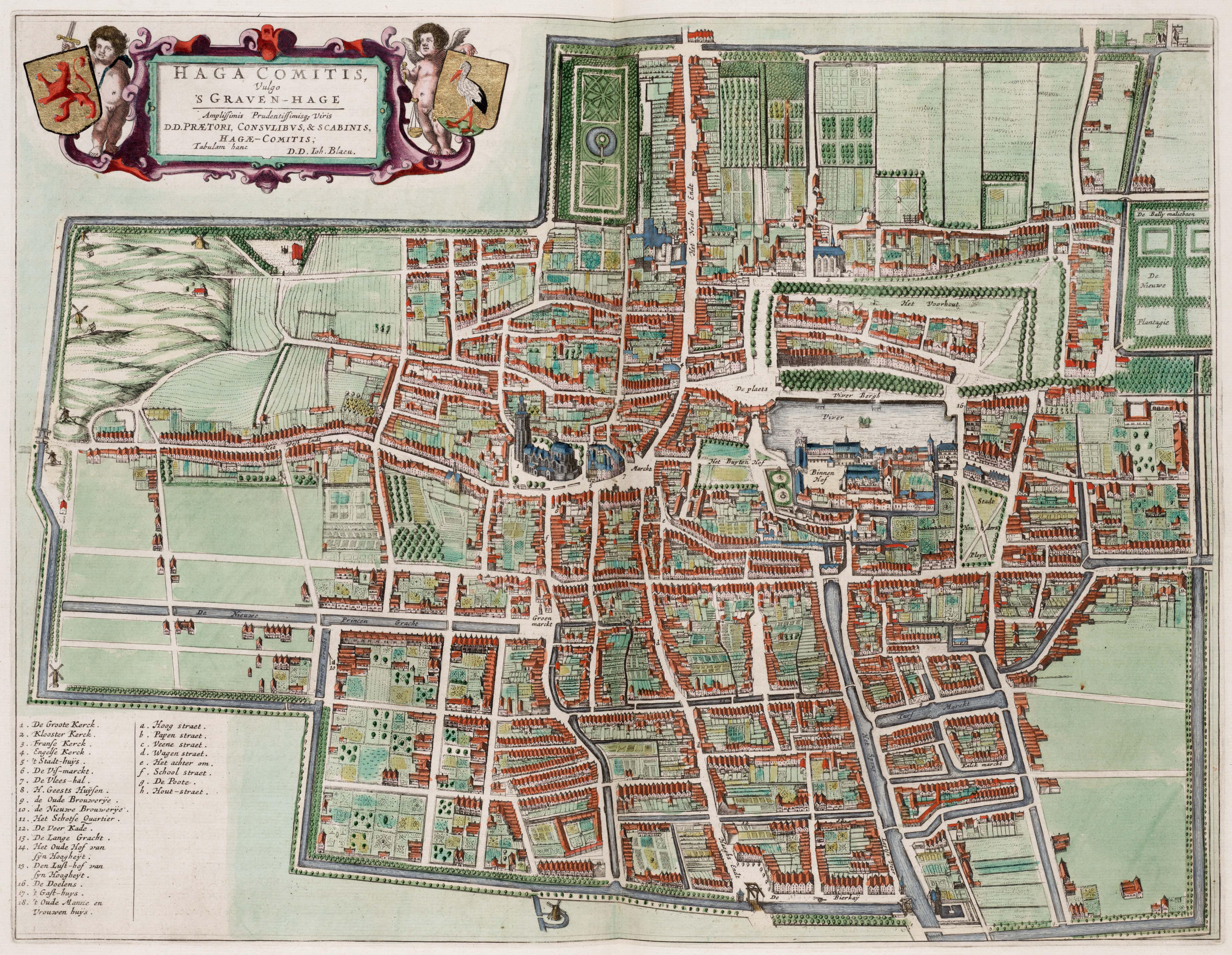
La Haye en 1649 selon Blaeu.

Entre 1583 et 1600, plusieurs ports sont creusés dans la région du Spui, qui servent au transbordement du bétail, de la bière, du vin, du bois, de la tourbe et au transport des personnes par barge. Durant la Trêve de Douze Ans, le prince Maurice, stathouder, en profite pour se concentrer sur la réalisation d'une meilleure protection de la ville. Dans les premières décennies du XVIIe siècle, La Haye est donc entourée de douves, qui servent de point de départ à des fortifications complètes. Dès lors, la ville peut être mieux protégée grâce à des ponts-levis, chacun couronné des armoiries de la ville. Il est possible que la mort du prince Maurice en 1625, en plus du manque d'argent, soit l'une des raisons pour lesquelles ces fortifications n'ont jamais été achevées. Néanmoins, la croissance de La Haye se poursuit et en 1622, on compte 16 000 habitants.

### Développement comme lieu de gouvernement central

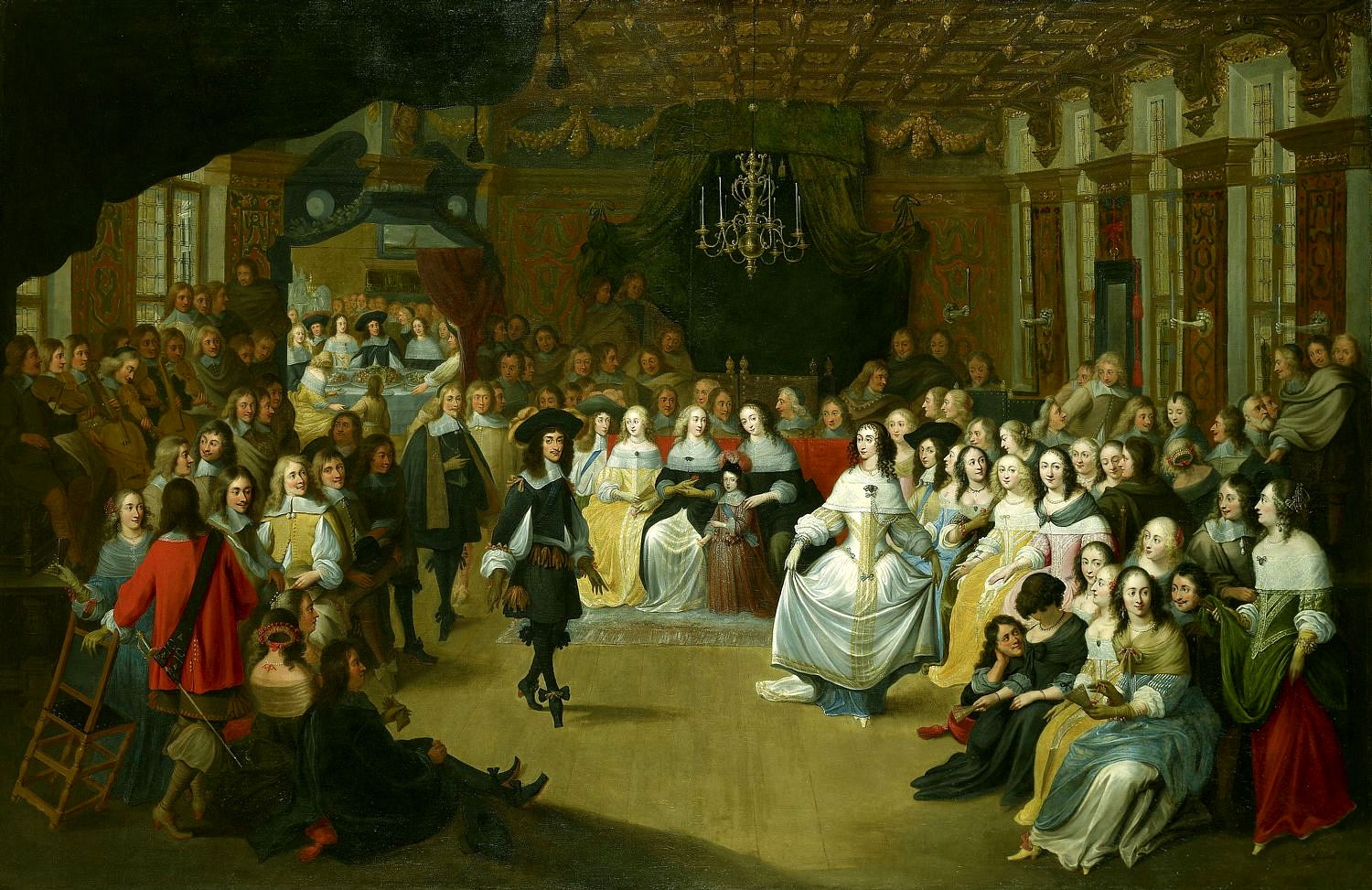
Hieronymus Janssens, Bal donné à Charles II (roi d'Angleterre) à la Haye lors de son départ pour l’Angleterre, vers 1660, Royal Collection.

Au XVIIe siècle, la ville connait un développement important en tant que lieu de gouvernement central des Provinces-Unies. Durant cette période, voyager est difficile et prend du temps. Les nombreuses délégations et représentants aux États généraux y aménagent donc leurs propres logements. Les grandes villes, comme Amsterdam et Rotterdam, ont leurs propres logements, mais les petites villes créent des logements communautaires. Un bon exemple est la coopération entre les villes d' Alkmaar et d'Enkhuizen à partir de 1636 : en 1640, elles font construire un logement commun sur le Hofsingel et en 1665, elles déménagent dans une nouvelle maison d'hébergement sur le Praktizijnshoek voisin (plus tard Hofweg), qui portera le nom de De Twee Steden ; au XIXe siècle, le bâtiment est transformé en hôtel de luxe, qui est à son tour démoli dans les années 1950. Les villes d'Edam, Hoorn, Medemblik, Monnickendam et Purmerend s'installent également ensemble dans une auberge, qui était située sur le Kneuterdijk et qui était appelée Logement van de Vijf Steden (l'Auberge des Cinq Cités).
Sur une initiative de Constantijn Huygens, la construction de la Scheveningseweg entre 1653 et 1667, est un exemple de développement favorable résultant de la croissance la ville en tant que lieu de gouvernement central permettant la liaison avec Scheveningen sans passer par des chemins de dunes sinueux. Constantijn Huygens conçoit également cette route pavée, l'une des premières aux Pays-Bas, De nombreuses maisons coûteuses sont construites le long du Korte- et du Lange Vijverberg et du Lange Voorhout, où s'installent régents et marchands. Dans le sillage de la cour, du gouvernement et des personnalités politiques, de nombreux ouvriers, artisans et artistes s'installent à La Haye.

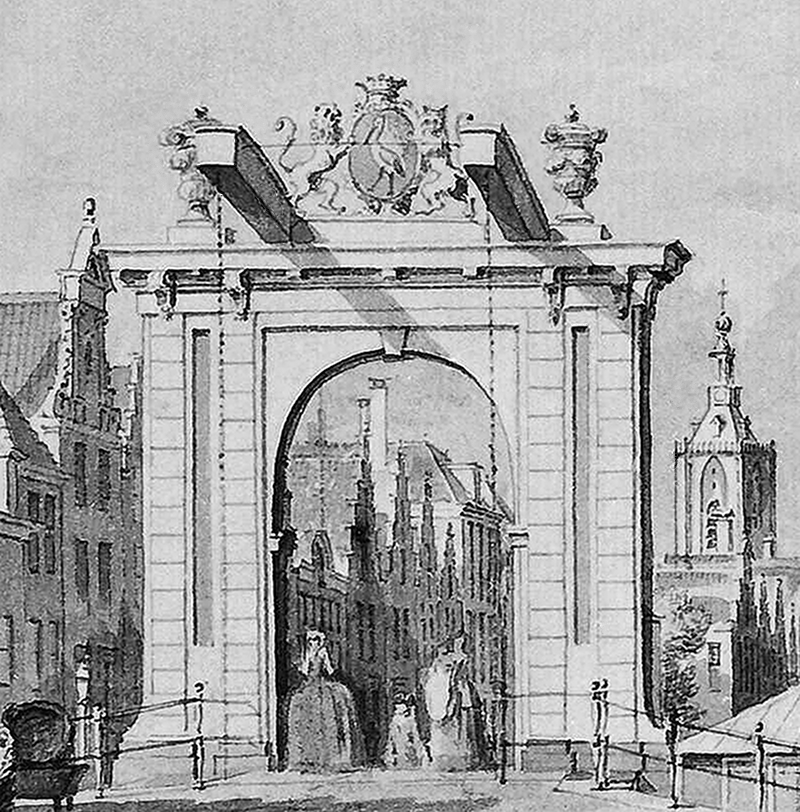
Cornelis Pronk, Pont-levis sur le Wagenbrug de La Haye, vers 1740, Fondation Custodia.

La politique internationale fait également son entrée dans la ville lorsque le traité de paix de La Haye y est signé en 1603, qui met fin à la révolte de plusieurs années de la ville d'Emden contre le comte de Frise orientale. Le traité de La Haye de 1625, entre la Grande-Bretagne et les Provinces-Unies, convient de fournir un soutien économique à Christian IV (roi de Danemark). En 1661, le traité de La Haye est conclu entre les Provinces-Unies et le Royaume de Portugal. Au prix de cette paix, la République renonce à la Nouvelle-Hollande (Brésil hollandais) en faveur du Portugal, qui en retour verse une indemnité à la République. Avec la conclusion du traité de La Haye de 1698, la France, la Grande-Bretagne et les Provinces-Unies espèrent en vain régler la question de la guerre de Succession d'Espagne. La Haye reste également un centre de politique internationale au XVIIIe siècle. Les traités conclus à La Haye au XVIIIe siècle comprennent :
- Le traité de La Haye de 1701, entre la Grande-Bretagne, le Saint-Empire romain germanique et la République,
- La Paix de La Haye de 1720, qui met fin à la guerre de la Quadruple-Alliance,
- Le traité de La Haye de 1733, entre la France, la Grande-Bretagne et la République, dans lequel il est convenu que les Pays-Bas autrichiens ne deviendront pas une zone de guerre dans la guerre de Succession de Pologne (1733-1738),
- Le traité de La Haye de 1795, une alliance militaire conclue entre la Première République française et la République batave.

Les négociations et les cérémonies entourant les traités internationaux attirent à La Haye des hommes politiques et des diplomates de nombreux pays, stimulant ainsi l'économie locale et la vie culturelle. À la fin du XVIIIe siècle, la population atteint environ 40 000 habitants, faisant de ce « village » la troisième plus grande zone résidentielle des Pays-Bas du Nord (après Amsterdam et Rotterdam). La présence de la cour du stathouder, des États généraux, des diplomates étrangers et de la noblesse donne à La Haye un caractère beaucoup plus aristocratique que la plupart des autres villes néerlandaises. Mais il existe un grand contraste entre le quartier aristocratique autour du Binnenhof et du Voorhout et les parties plus populaires du « village ».

## XIXesiècle

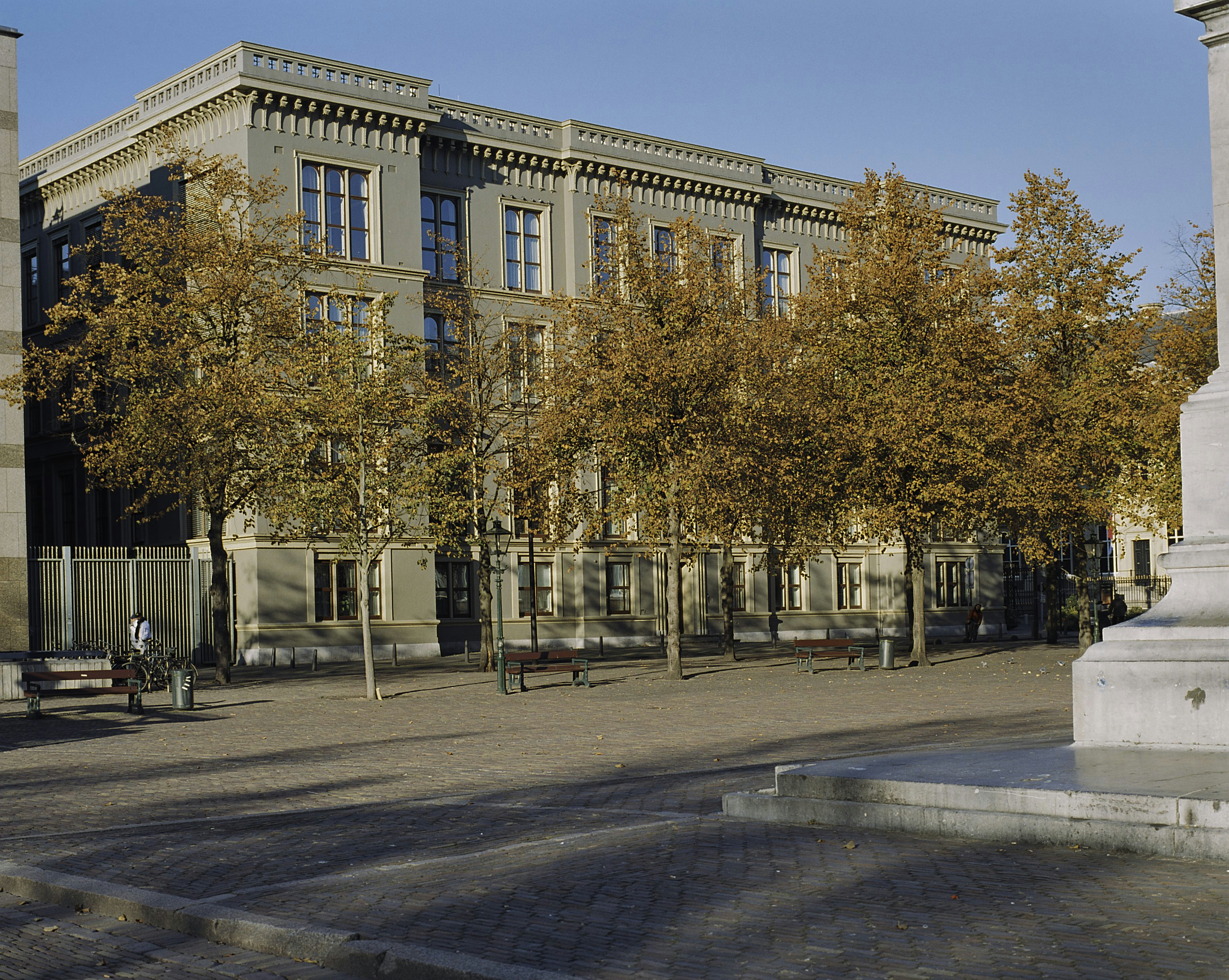
Bâtiment de l'ancien ministère des Colonies, construit en 1859-1861, sur la Pleine.

Le XIXe siècle se caractérise à La Haye, comme dans de nombreuses autres grandes villes néerlandaises, par l'industrialisation de l'économie locale, une forte croissance démographique et les problèmes associés de gestion de la santé publique dans une ville surpeuplée. En réponse à cela, des investissements sont réalisés, entre autres, dans la construction de nouveaux quartiers résidentiels avec des maisons en propriété ou des logements sociaux, dans les égouts, l'eau potable et les infrastructures de transport. Outre l'arrivée du chemin de fer et le développement du quartier autour de la gare de La Haye-HS, le réseau de tramway de La Haye permet des connexions et une extension vers les quartiers plus éloignés du centre. En 1864, La Haye a la première ligne de tramway, et en 1866, le premier tramway interurbain des Pays-Bas. Le tramway à vapeur et le tramway électrique (à batterie) y font également leur première apparition aux Pays-Bas. La Haye se développe en tant que ville du gouvernement national et Scheveningen en tant que station balnéaire internationale.

### Expansions urbaines

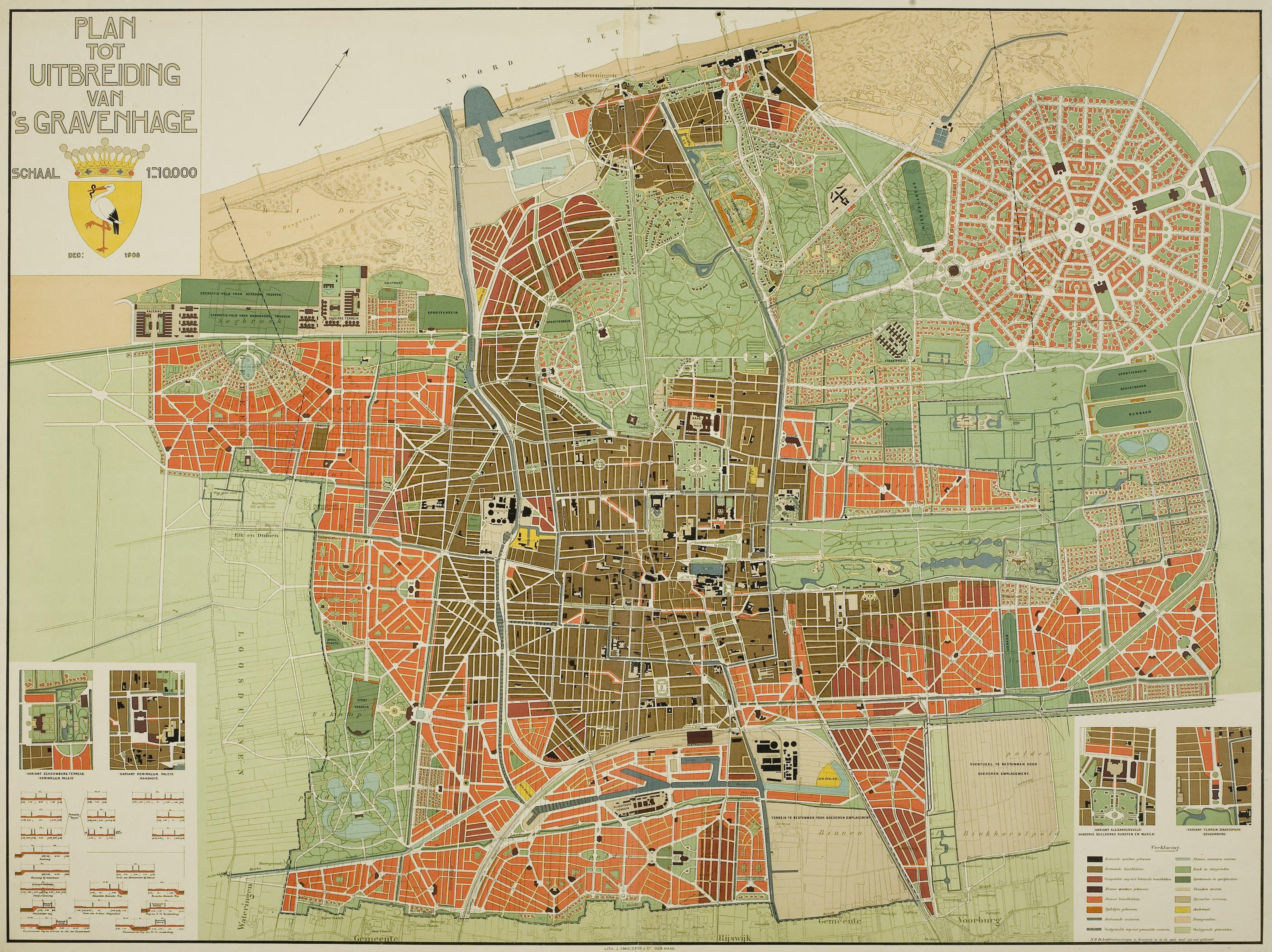
Plan d'expansion de Hendrik Petrus Berlage de 1908.

En 1834, La Haye est agrandie avec le hameau de Rijswijk 't Sluijsje, situé à la frontière sud de la ville, près de la Rijswijkseplein. La gare de Hollands Spoor est construite sur le territoire de Rijswijk. Quelques années plus tard, en 1844, une partie du territoire de Rijswijk est annexée à partir de la Rijswijkseplein. La population de La Haye est alors de plus de 70 000 habitants. Vers 1870, le nombre atteindrait 100 000, et vers 1900, à l'époque fin de siècle de Louis Couperus, la ville compte environ 200 000 habitants. Au sud du vieux centre-ville, des quartiers ouvriers densément peuplés émergent (Laakkwartier, Schilderswijk, etc.), tandis que de nouveaux quartiers pour les citoyens plus aisés sont construits au flanc de la dune : Statenkwartier, Duinoord, Archipelbuurt, etc.
À cette époque, La Haye joue également un rôle important sur le plan artistique grâce aux peintres de l'École de La Haye. Face à la croissance explosive de la population, il n'est plus possible de construire de nouveaux logements sur le territoire propre de la ville. Afin de fournir suffisamment de logements, un terrain est annexé à la commune de Wassenaar en 1907 pour développer le quartier de Benoordenhout. L'ancienne municipalité de Loosduinen fusionne avec La Haye en 1923.

### Économie locale

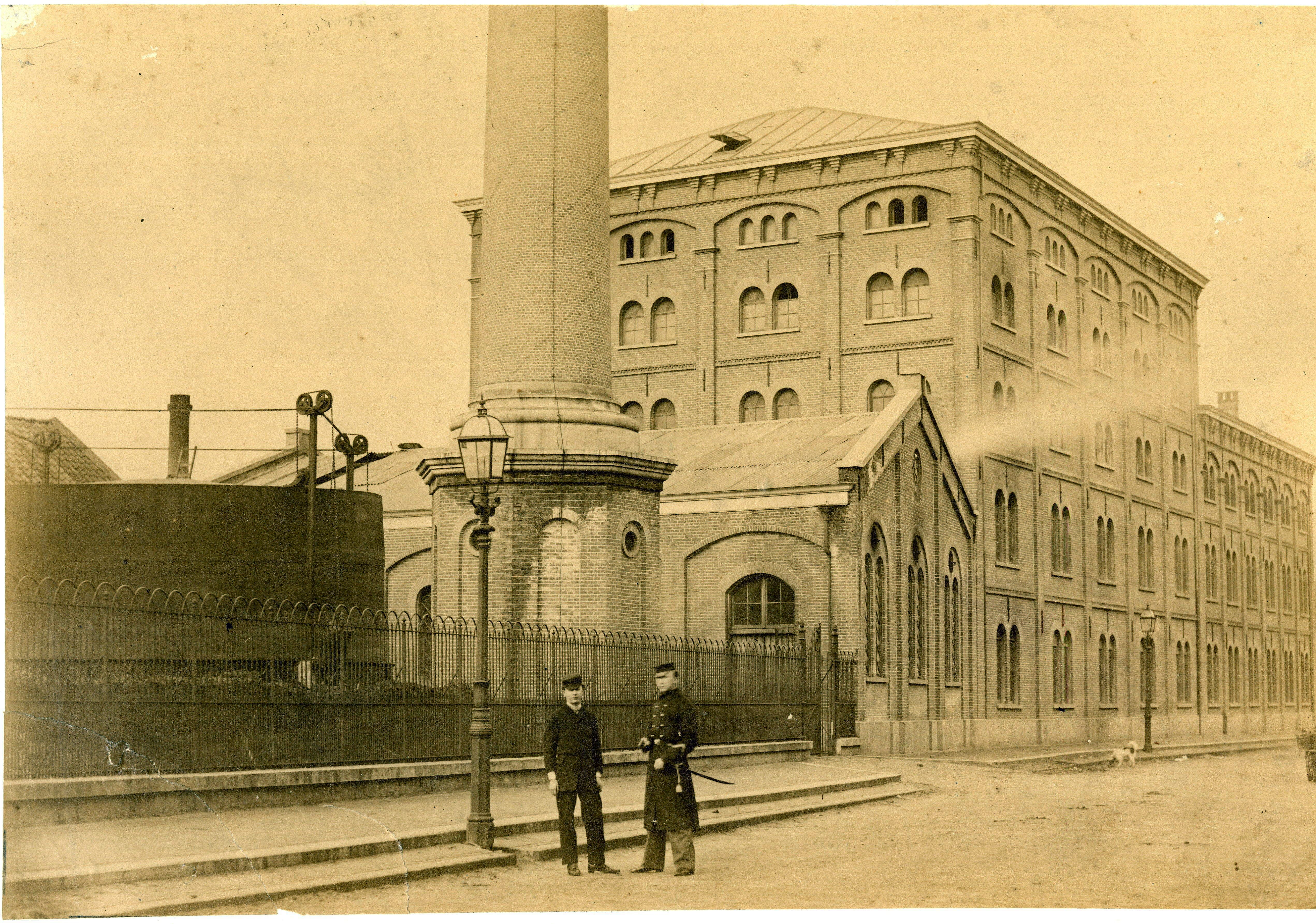
Fabrique de pain et de farine à vapeur, Groenewegje, La Haye.

Au XIXe siècle, à mesure que la population néerlandaise augmente, le gouvernement national s'accroit également. De grands bureaux gouvernementaux sont construits, définissant de plus en plus l'apparence de la ville. Dans le même temps, La Haye connaît également la révolution industrielle, qui commence tardivement aux Pays-Bas. Des usines telles que la fonderie de fer et l'usine de concassage d'Enthoven y sont créées en 1823, l'usine de meubles Pander en 1855, qui construit des avions en plus des meubles, et la Rozenburg Plateelbakkerij en 1883.

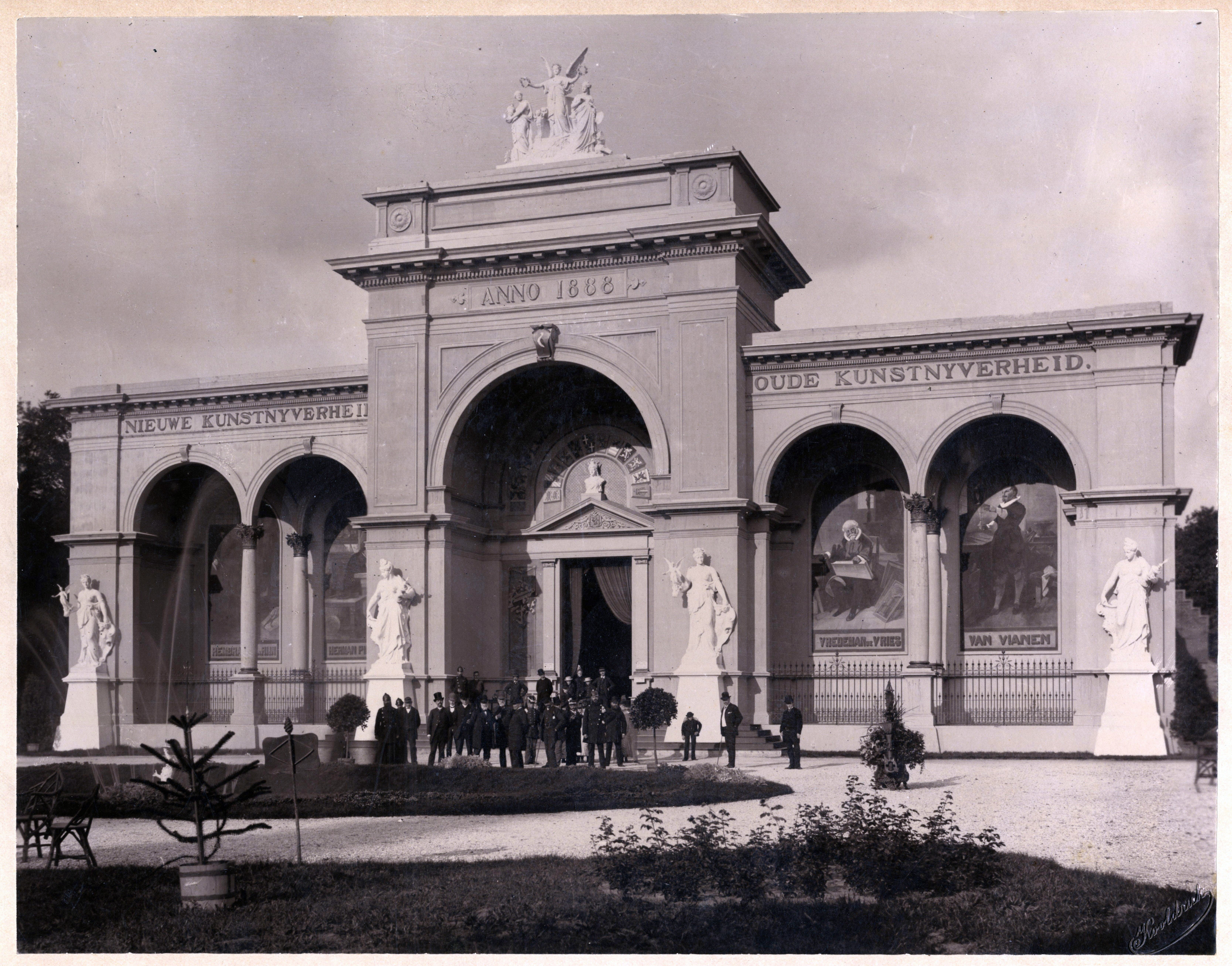
Entrée principale sur le Koekamp de l'Exposition nationale des arts et métiers anciens et nouveaux en 1888.

Au cours du XIXe siècle, le village de pêcheurs de Scheveningen attire progressivement davantage de touristes, qui viennent principalement pour sa large plage de sable. De nouveaux hôtels imposants sont construits, comme l'Hôtel d'Orange et le Kurhaus, qui reçoivent souvent des hôtes étrangers de marque. Cela donne à la station balnéaire une apparence à la mode. La vie culturelle, tant à Scheveningen qu’à La Haye, en bénéficie également.
En 1888, la grande Exposition nationale des arts et métiers anciens et nouveaux a eu lieu sur le Malieveld et le Koekamp. Un village complet est construit avec des bâtiments de différents styles architecturaux néerlandais ; des produits d'art et d'artisanat typiquement néerlandais sont présentés.

### Conférences internationales
En 1872, La Haye est le siège du Cinquième Congrès de l'association internationale des travailleurs, où se produit la scission entre les anarchistes de Mikhaïl Bakounine et les marxistes de Karl Marx.
En 1893, la première Conférence de La Haye de droit international privé a lieu, qui conduit à la création permanente de l'organisation du même nom dans la ville. En 2015, elle comptait 79 États et l'Union européenne parmi ses membres. Cette organisation est la plus ancienne organisation mondiale encore existante établie à La Haye
En 1899, la première conférence de La Haye conduit à la création de la Cour permanente d'arbitrage, qui est établie à La Haye. Le magnat américain de l'acier Andrew Carnegie fait don de 1 500 000 dollars (l'équivalent d'environ 23 millions d'euros) pour la construction du palais de la Paix, construit entre 1907 et 1913, dans lequel siégerait ce tribunal. Plus tard, la Cour internationale de justice s'établit également au palais de la Paix.

## XXesiècle

### Première Guerre mondiale

#### Mobilisation

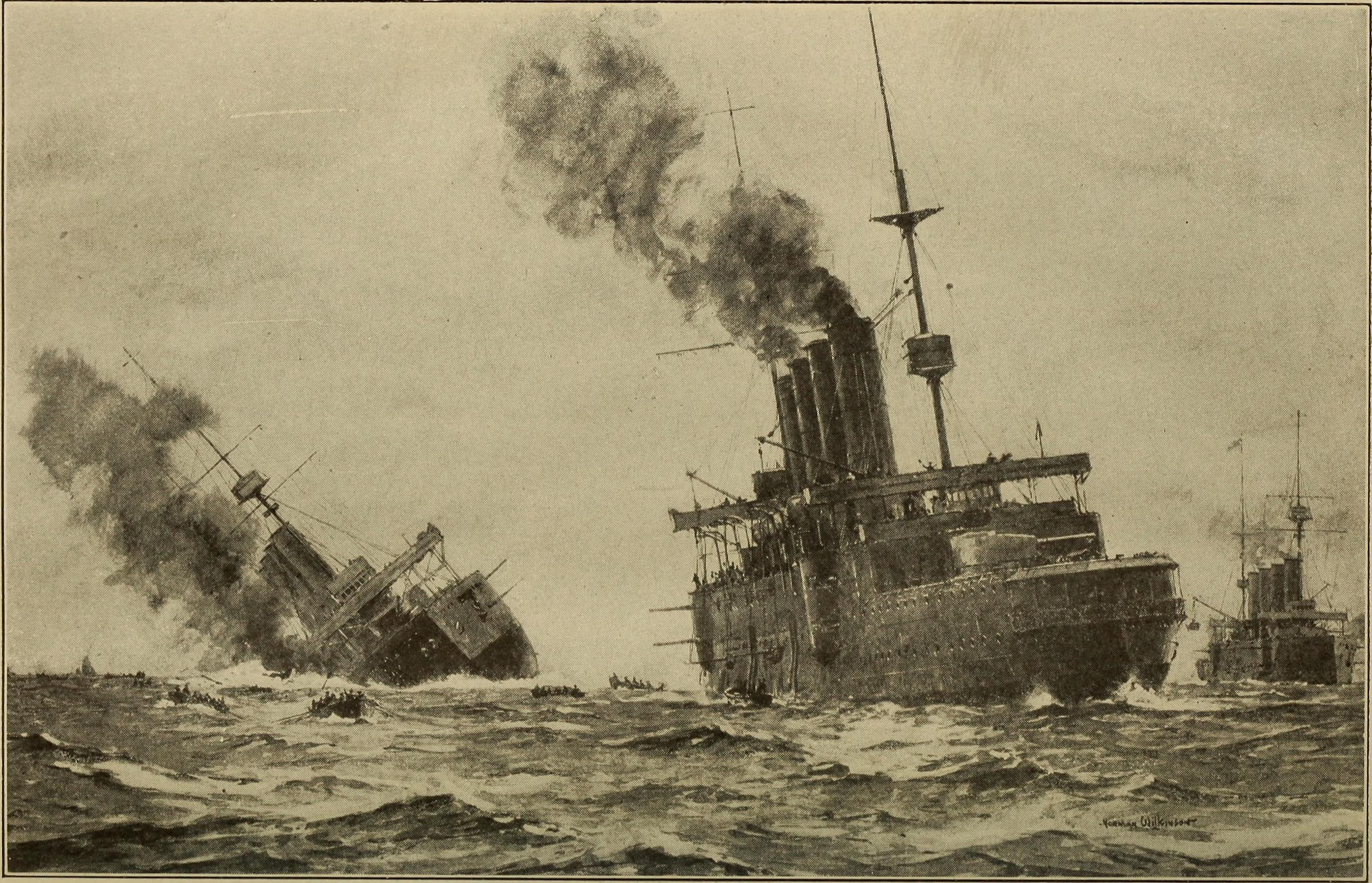
Action du 22 septembre 1914.

Bien que les Pays-Bas soient restés neutres après le déclenchement de la Première Guerre mondiale en 1914, la guerre a un impact majeur sur la vie quotidienne. La Haye n'est pas non plus été épargnée. L'armée est mobilisée et les hommes de La Haye sont appelés à servir militairement. Un bataillon d'infanterie est stationné dans le port de Scheveningen pour superviser les opérations et des défenses sont érigées à divers endroits le long de la côte de Scheveningen. Les soldats surveillent également la jetée de Scheveningen. Les casernes de La Haye sont emplies d'hommes et une extension devient bientôt nécessaire. Par exemple, le camp militaire de Waalsdorp est agrandi avec un camp de tentes, qui abrite 3 500 soldats néerlandais. L'artillerie de campagne s'exerce dans les dunes. Les soldats sont obligés de dormir dans les casernes, tandis que certains officiers sont installés dans les maisons des particuliers.
Lors de l'action du 22 septembre 1914, trois croiseurs cuirassés britanniques, l'Aboukir, le Hogue et le Cressy, sont coulés à l'ouest de Scheveningen par un sous-marin allemand, tuant 1 459 membres d'équipage. Des dizaines de victimes sont enterrées dans une parcelle d'honneur au cimetière général de Kerkhoflaan.

#### Vie à La Haye en temps de guerre

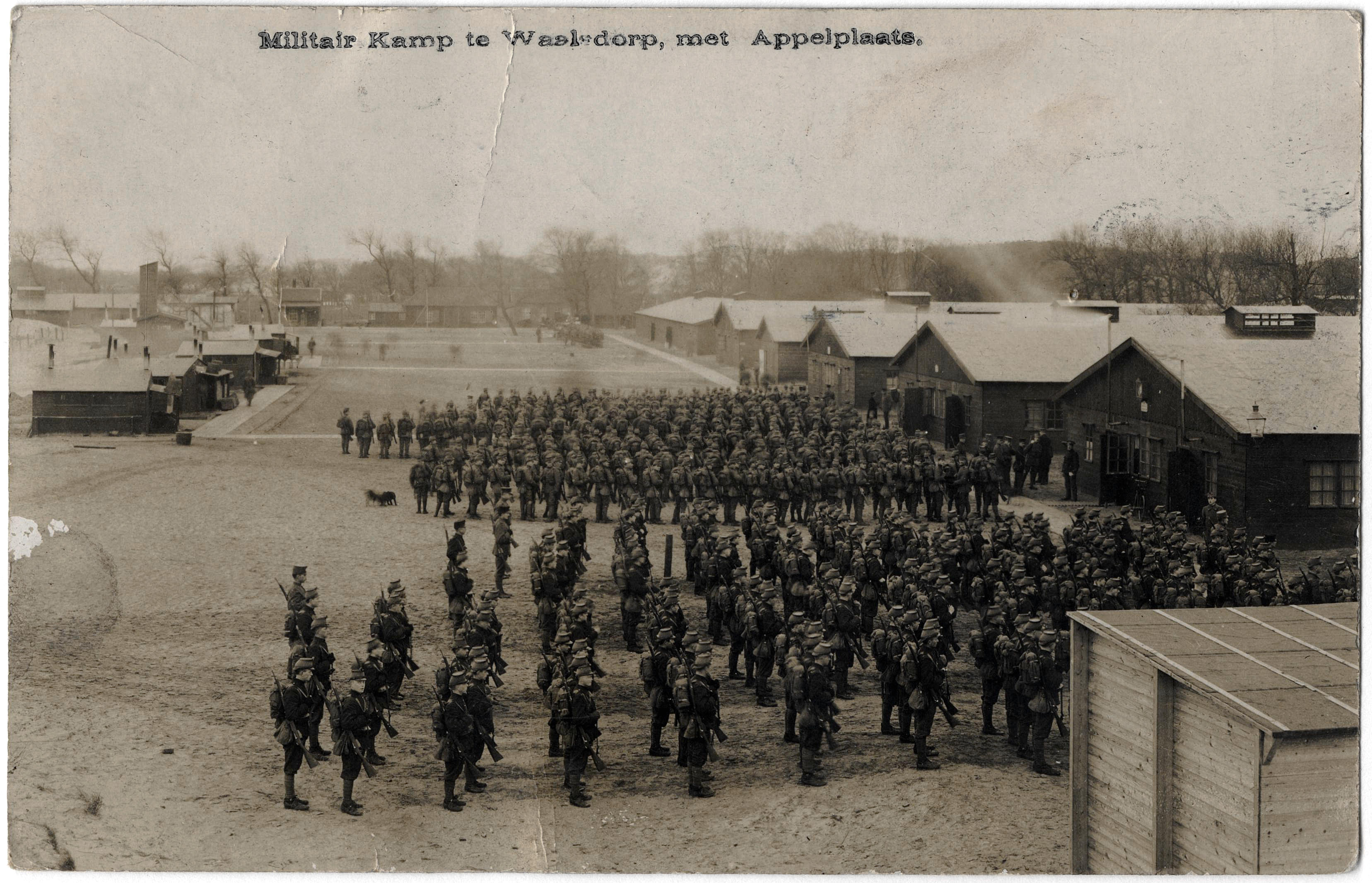
Camp militaire de Waalsdorp vers 1916.

Les activités de guerre à l’étranger sont suivies de près par la population, qui craint que la neutralité ne soit pas respectée. Des comités de soutien sont créés pour aider les soldats. En fonction des informations des journaux faisant état de pénuries, des collectes sont organisées. De nombreuses démonstrations militaires ont lieu dans la ville : défilés, démonstrations de prouesses militaires, spectacles musicaux et transports de soldats et de biens militaires. En 1915, un certain nombre de tranchées couvertes avec abris sont installées dans le parc de Zorgvliet par des soldats du 1er bataillon du régiment de grenadiers. Les recettes des billets d'entrée sont mises à la disposition de l'Association Nationale de Soutien aux Miliciens, les soldats conscrits .
Au cours de la guerre, des pénuries de produits de première nécessité apparaissent. La nourriture et le charbon sont rationnés ; des marches de la faim sont organisées durant l’hiver 1916-1917. L’eau chaude est vendue par camion-citerne pour trois cents le seau. Des soupes populaires municipales sont créées pour fournir de la nourriture bon marché, notamment dans la Cartesiusstraat et le Turfmarkt. Au début de 1918, des émeutes de la faim éclatent et des pillages ont lieu, notamment au Dagelijkse Groenmarkt et dans la Prinsestraat. Les rues sont saccagées et des coups de feu sont tirés, faisant des morts et des blessés. À la fin de l'année 1918, une épidémie de grippe espagnole éclate, qui coûte la vie à des centaines d'habitants de La Haye .

#### Réfugiés et internés à La Haye

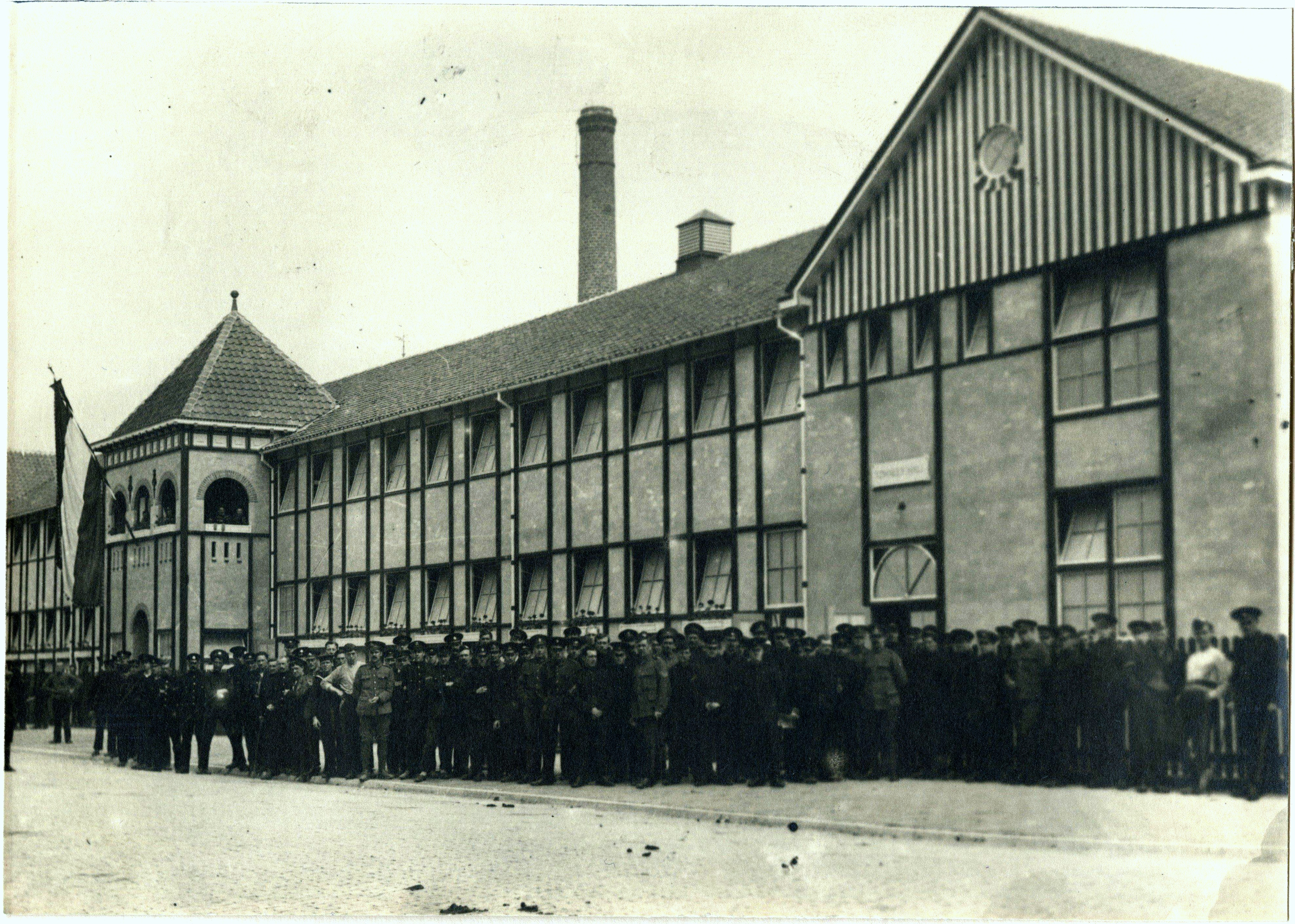
Rue Bachman, 1918 : « Townley Hall » avec des soldats anglais internés.

En 1914, les premiers réfugiés de guerre arrivent à La Haye. Le 25 août 1914, un train arrive à la gare de La Haye Staatsspoor, transportant 62 réfugiés de la ville belge de Visé avec des femmes et des enfants, âgés de 8 jours à 72 ans. L'armée allemande, furieuse de la résistance d'un groupe de gendarmes, avait incendié toute la ville. Les hommes et les garçons avaient été emmenés par les Allemands. Les réfugiés sont hébergés dans des hôtels du centre-ville et par l'Armée du salut. Les hôtels de Scheveningen de sont pas utilisables car ils n'ont pas de chauffage. En janvier 1915, La Haye compte 6 700 réfugiés. Ce nombre s'élève à 10 870 en janvier 1917.
À Scheveningen, au bout de la Statenlaan, près de la Duinstraat, un village en bois est construit pour abriter les réfugiés belges, avec un orphelinat, une école et une église. La municipalité fournit les matériaux, tandis que les Belges construisent tout eux-mêmes. Ils peuvent y vivre gratuitement, la municipalité ayant prêté le terrain. Dans le même temps, la municipalité fournit quatre-vingts nouveaux logements municipaux à proximité du même endroit pour répondre à la pénurie de logements de la population de Scheveningen.
Des prisonniers de guerre se retrouvent également à La Haye. Des milliers d'Anglais et de Belges, devenus prisonniers de guerre néerlandais, sont emprisonnés dans des camps d'internement répartis dans tout le pays, conformément aux Cinquième et Treizième Conventions de la Deuxième Conférence de la paix de La Haye de 1907. Beaucoup d’entre eux développent des problèmes psychologiques en raison de leur longue captivité. Certains de ces soldats sont hébergés à La Haye à partir de 1917 pour se rétablir, officiellement toujours internés, mais avec une plus grande liberté de mouvement. Une caserne pour 1 200 soldats anglais capturés est construite dans la rue Bachman, qui reçoit le nom de « Townley Hall ». Elle est inaugurée le 4 mai 1918 par l'ambassadeur anglais Sir Walter Townley (1863-1945), homonyme du bâtiment, le général de division Marcus Onnen (1853-1918), responsable de l'internement des prisonniers de guerre aux Pays-Bas, et le général de brigade A. Graham Thomson, le commandant des prisonniers de guerre britanniques,. Un hôpital pour les prisonniers de guerre anglais internés, appelé « The New Hospital », est construit sur le Tapijtweg.

#### Tentative de révolution

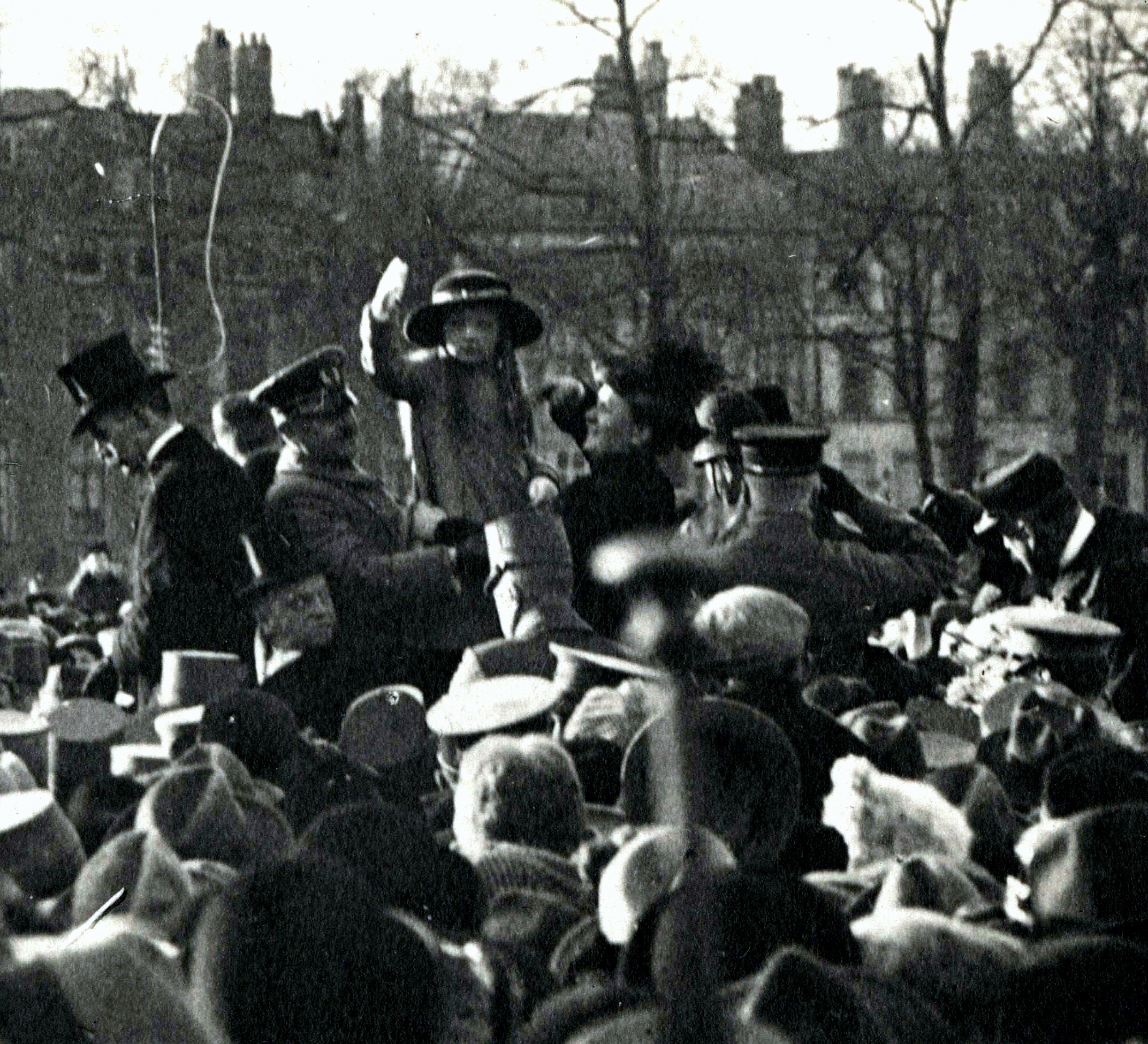
Manifestation pro-orangiste en 1918 sur le Malieveld, après l'échec de la tentative de révolution de Troelstra. La princesse Juliana, soutenue par sa mère, la reine Wilhelmine, entre autres, salue le public présent.

À la fin de la Première Guerre mondiale, des révolutions éclatent dans plusieurs pays européens. Aux Pays-Bas, Pieter Jelles Troelstra, chef du groupe parlementaire SDAP à la Seconde Chambre des États généraux, tente en vain une révolution en novembre 1918. Le gouvernement décide de renforcer la sécurité dans les bâtiments des ministères et dans les palais royaux. Il existe aussi un mécontentement social au sein de la population de La Haye. La ville est traditionnellement orangiste ; la tentative de révolution y reçoit moins de soutien que dans d’autres villes. Le 18 novembre 1918, le maire de La Haye, Jacob Adriaan Nicolaas Patijn, organise une manifestation sur le Malieveld en signe de soutien à la Maison d'Orange-Nassau, où la reine Wilhelmine et la princesse Juliana sont acclamées par la population,.

### Seconde Guerre mondiale

#### Bataille de La Haye

Bombardements allemands et débarquements de parachutistes dans les environs de La Haye le10 mai 1940. :

Le 10 mai 1940, un bombardement de la Nieuwe Alexanderkazerne et du camp militaire voisin de Waalsdorp sont les premières manifestations de l'arrivée de la guerre à La Haye. 66 et 58 soldats y sont respectivement tués,,. Dans les jours suivants, de violents combats éclatent autour des aérodromes entourant la ville. La résistance des troupes hollandaises est forte : les objectifs des attaques, une capture rapide des aérodromes et celle de la reine et du gouvernement, échouent

#### Période de l'occupation

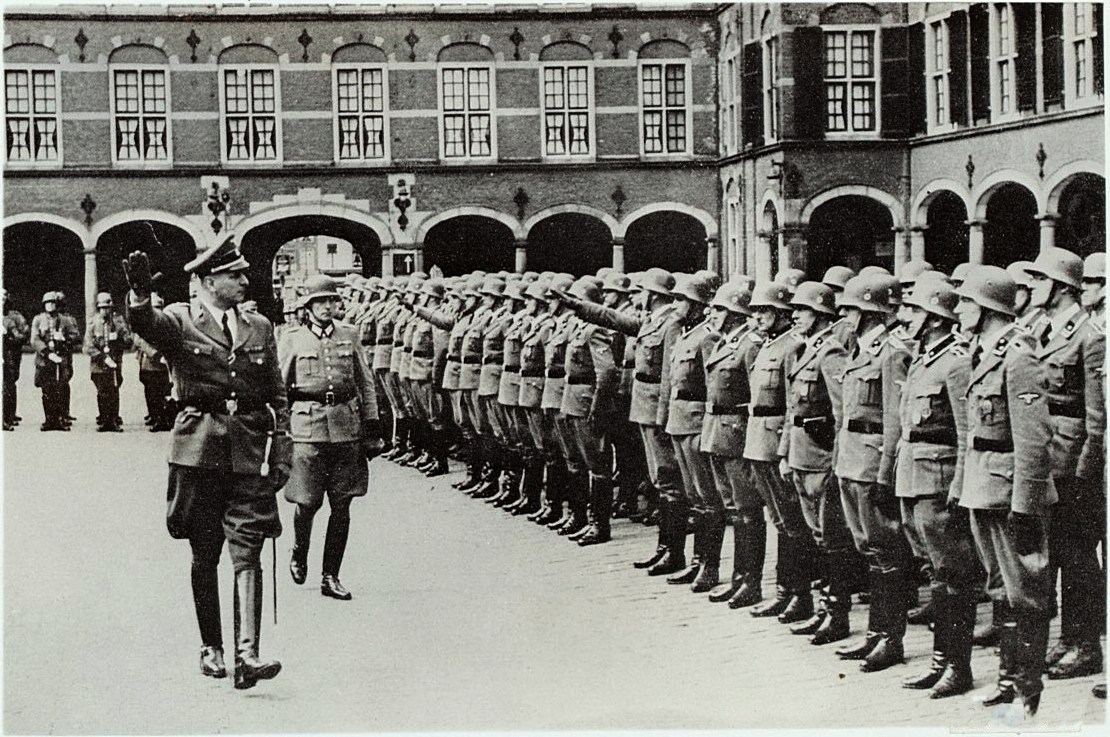
Troupes allemandes au Binnenhof lors de l'installation d' Arthur Seyss-Inquart comme commissaire du Reich pour les Pays-Bas occupés le 29 mai 1940.

Les Pays-Bas capitulent le 15 mai ; La Haye est occupée par les troupes allemandes. Peu après l'invasion, quarante-quatre habitants de la ville se suicident, dont trente juifs ; parmi eux figurent le député Bob van Gelderen et le conseiller communal Michel Joëls. Pendant l'occupation allemande (1940-1945), environ 15 000 des plus de 17 000 Juifs de La Haye sont assassinés. Les deux maires, qui sont alors au pouvoir, jouent un rôle actif à cet égard avec la police de la ville. Les données sur les Juifs et les entreprises juives sont collectées par le commissaire Hol. La prison de Scheveningen deviendra connue sous le nom d'Oranjehotel, en raison du grand nombre de résistants qui y sont emprisonnés pendant cette période. Beaucoup d'entre eux sont exécutés à proximité, à Waalsdorpervlakte. Afin de construire le mur de l'Atlantique, de grandes parties de La Haye et de Scheveningen sont rasées par les Allemands, occasionnant la perte de leur maison à 30 000 personnes. Dès la fin de 1943, les occupants tirent des roquettes depuis La Haye vers l'Angleterre. Les rampes de lancement sont dissimulées dans divers quartiers résidentiels et parcs. Des lancements ratés auraient tué des dizaines de civils et détruit de nombreuses maisons.
Parce que les occupants disposent d'une arme puissante contre la falsification des documents personnels par la résistance grâce à l'existence du registre central de la population conservé à La Haye, un bombardement de précision est effectué par la Royal Air Force le 11 avril 1944, dont l'objectif est de détruire le registre central de la population. 62 personnes sont tuées et 23 grièvement blessées. Le paysage urbain de La Haye est également touché. D'un point de vue militaire, l'attaque est un succès, même si moins de la moitié des documents sont détruits.
Les cartes d'identité néerlandaises sont imprimées par l'imprimerie du gouvernement au Fluwelen Burgwal. La résistance est très intéressée par l'obtention de copies inutilisées, qui lui permettent de fournir une nouvelle identité aux personnes cachées. Pour cette raison qu'une opération est menée le 29 avril 1944, au cours de laquelle la résistance réussit à voler des feuilles contenant au total 10 000 cartes d'identité.
En septembre 1944, tous les habitants du quartier Marlot doivent quitter leur domicile sur ordre des forces d'occupation : les Waffen-SS ont placé des lance-roquettes V2 dans cette zone, créant un risque de bombardement allié. Le Parkflat Marlot est exproprié pour l'établissement d'un poste de commandement et de logement de soldats. Les bombardements ont effectivement lieu lorsque, la veille de Noël 1944, des Spitfires effectuent un raid de bombardement de précision, touchant les plaines. À partir de ce jour, les Alliés tentent d'éliminer les installations et le poste de commandement allemands de Marlot chaque jour clair, mais avec peu de succès.
Le 21 novembre 1944, un raid majeur a lieu à La Haye dans le cadre de l'Arbeitseinsatz, appelé « Opération Flocon de neige », au cours duquel environ 13 000 hommes de La Haye âgés de 17 à 40 ans sont arrêtés puis emmenés comme travailleurs forcés. Une proportion importante d’entre eux mourront. Le 3 mars 1945, un bombardement allié tue 510 personnes et en laisse des milliers d'autres sans abri. Le bombardement vise à détruire les lanceurs mobiles V2 des Allemands, mais les bombes tombent quelques centaines de mètres trop loin à l'est.

#### Libération
Le 8 mai 1945, La Haye est libérée par les troupes canadiennes et la Brigade Princesse Irène. Comme dans le reste des Pays-Bas, une période de purges commence au cours de laquelle la société est dénazifiée. Le quartier de Duindorp à Scheveningen, complètement évacué par les Allemands pendant l'occupation, est aménagé en camp de prisonniers pour les membres et collaborateurs du NSB, qui doivent y vivre en attendant une enquête criminelle et un éventuel procès.

### Reconstruction (1945-1965)

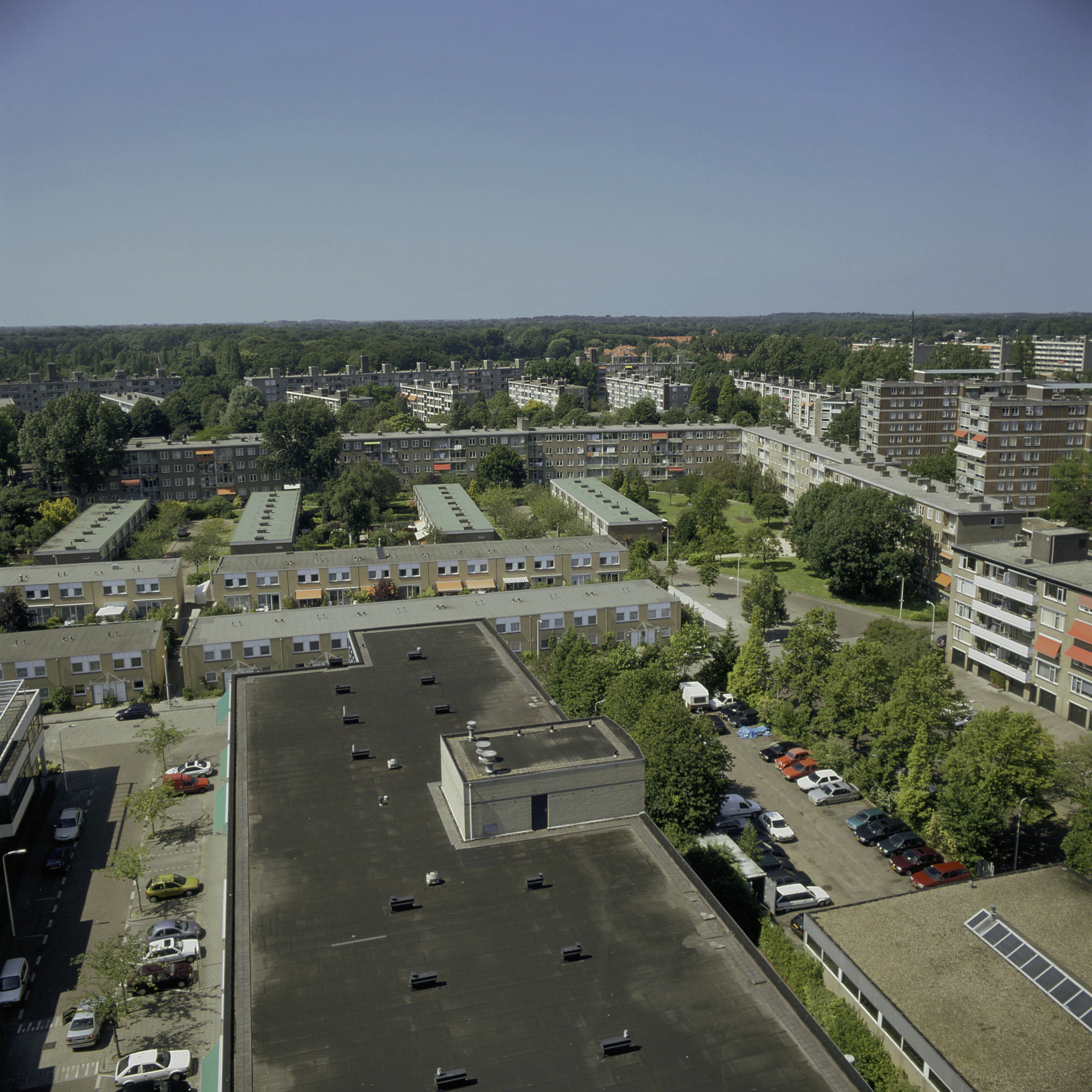
Vue du quartier Mariahoeve en 2002.

À la fin de la Seconde Guerre mondiale, de grandes parties de La Haye sont détruites. En peu de temps, des quartiers entiers sont construits là où la guerre a laissé des espaces béants. Durant cette période de reconstruction, le Bezuidenhout dévasté est reconstruit ; la bande entre Scheveningen et La Haye, qui a été démolie pour les défenses allemandes, est restituée à la ville pour la construction de logements. À Scheveningen et dans les dunes, de nombreux casemates, fossés antichars et murs en béton sont démolis. De nombreuses mines terrestres et munitions sont également retirées des dunes. Les plages sont envahies de asperges de Rommel, qui aurait dû entraver les débarquements alliés.
Une croissance rapide de la population est une autre conséquence de la libération. La confiance retrouvée dans l’avenir conduit à un baby-boom, qui rend la construction de logements encore plus importante. Le quartier de Mariahoeve, au nord de la ville, dont les premiers plans ont été élaborés bien avant la guerre, est construit à partir de 1958 selon un plan de Willem Marinus Dudok, qui permet d'offrir de nouveaux logements à des milliers de personnes. De l'autre côté du centre-ville, Den Haag Zuid-West est construit de toutes pièces. Ce grand district d'environ 100 000 habitants se développe avec un nouveau centre autour du Leyweg, avec un grand magasin, un cinéma, une grande église et un hôpital.
Au 1er janvier 1960, La Haye compte 605 876 habitants. Cependant, dans les quarante années qui suivent, ce nombre va chuter drastiquement pour atteindre un peu plus de 441 000 habitants en 1999.

### Années 1970

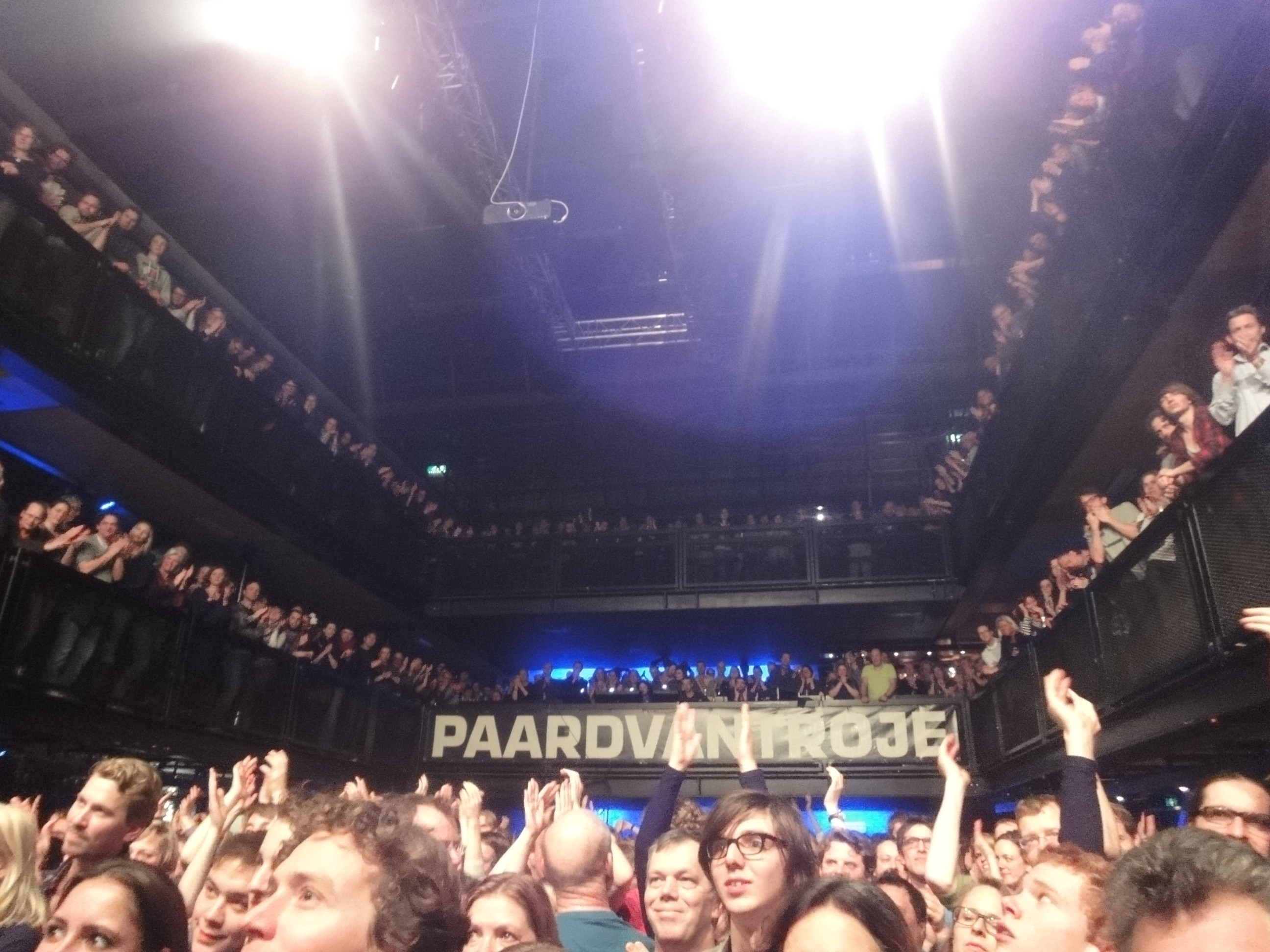
Intérieur de la salle de concert Paard van Troje en 2012.

Dans les années 1970, la culture rock de La Haye atteint son apogée. Le groupe de rock local Shocking Blue atteint le numéro 1 aux États-Unis en 1970 avec la chanson Venus. Dans les années 1970, le groupe de rock Golden Earring acquiert également une renommée internationale. En 1972, la salle de concert pop Paard van Troje ouvre ses portes sur le Prinsegracht.
La seconde moitié des années 1970 s'avère être un tournant pour les cinémas populaires. La télévision de plus en plus abordable évince progressivement ce média du marché. Les cinémas Kriterion et Flora ferment leurs portes en 1974, suivis du cinéma Olympia en 1976. En 1978, le Cinéma Royal brûle.
La prise d'otages de l'ambassade de France à La Haye en 1974 par l'Armée rouge japonaise montre que La Haye, comme d'autres villes gouvernementales, ne restera pas à l'abri d'actes terroristes. Le 22 mars 1979, l'ambassadeur britannique Richard Sykes et son domestique néerlandais de 19 ans Karel Straub sont abattus par deux hommes devant la résidence britannique de Westeinde. Bien que l'on pense que l'Armée républicaine irlandaise provisoire est responsable, les auteurs n'ont jamais été arrêtés. Au cours de l’été de cette année-là, les soi-disant « émeutes d’été » ont lieu à Spoorwijk et à Scheveningen.
Le réseau de tramway est considérablement étendu dans les années 1970 ; en 1976, après l'achèvement de la plate-forme du tramway, la gare centrale de La Haye est officiellement inaugurée par la princesse Beatrix et le prince Claus.

### Années 1980

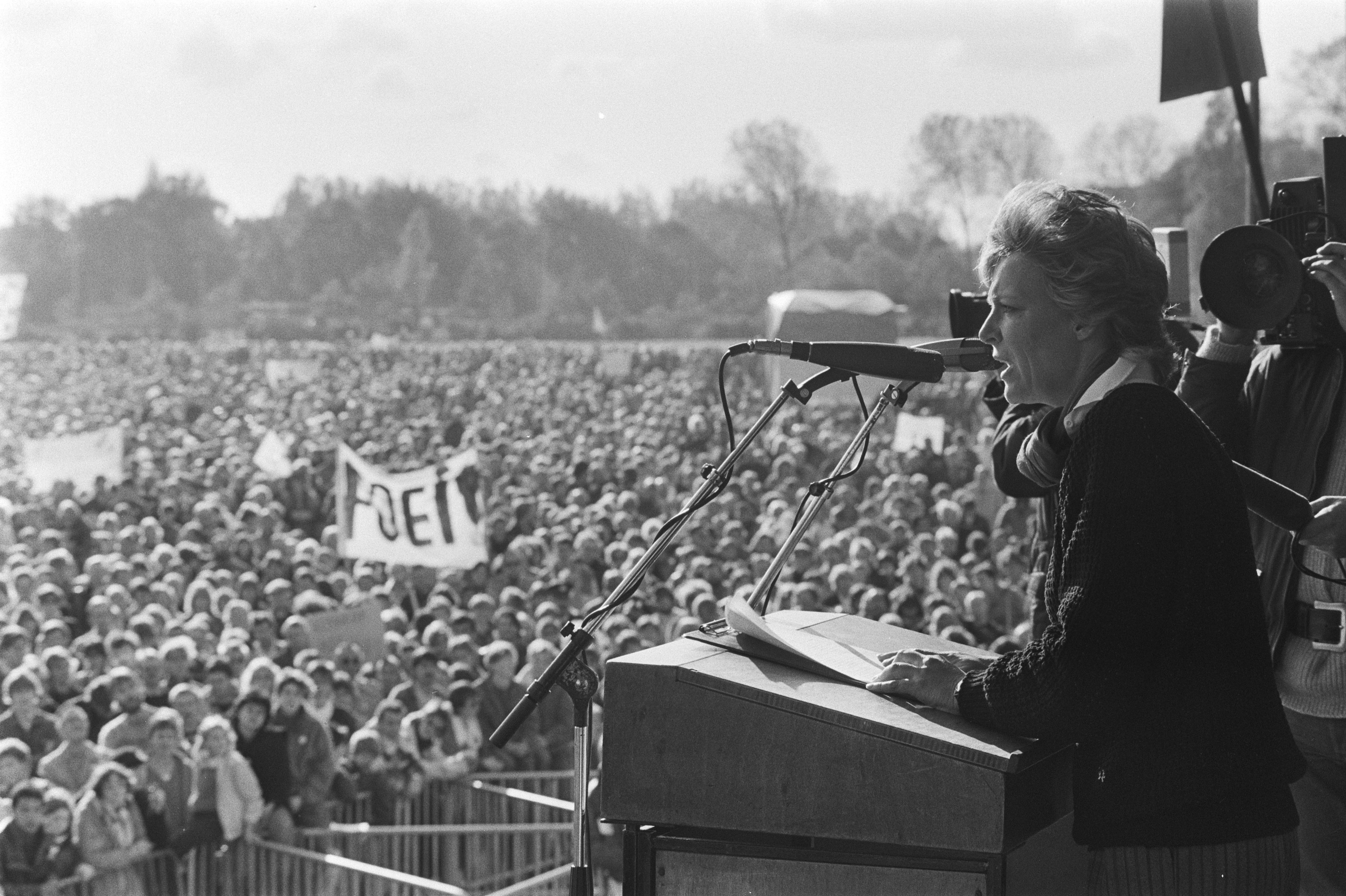
La princesse Irène lors de son discours au Zuiderpark le 29 octobre 1983.

Les projets du cabinet Lubbers I de stationner des missiles de croisière américains à charge nucléaire aux Pays-Bas conduisent aux plus grandes manifestations de l'histoire néerlandaise. Ce mouvement est devenu connu sous le nom de « Hollanditis ». Ainsi, le samedi 29 octobre 1983, une manifestation pour la paix a eu lieu à La Haye à laquelle participent 550 000 personnes. Dans le Zuiderpark, la princesse Irène des Pays-Bas se prononce ouvertement contre les armes nucléaires

### Années 1990
La zone du district de Vinex Wateringse Veld est annexée à la commune de Wateringen en 1994. En 1995, un tout nouvel hôtel de ville est inauguré dans le centre-ville, le Palais de glace conçu par Richard Meier. L'année suivante, la construction du tunnel du tramway commencé, mais en raison de contretemps, elle n'est achevée qu'en 2004.

## XXIesiècle

### Développement urbain et population
À partir du 1er janvier 2002, les nouvelles zones résidentielles de Leidschenveen et Ypenburg sont rattachées à La Haye à la suite de corrections frontalières, aux dépens de Leidschendam, Nootdorp, Pijnacker, Ryswick et Voorburg. Les premières maisons sont construites dans le nouveau quartier à partir de 1997. Dans le même temps, la municipalité se concentre également sur les immeubles de grande hauteur, construits en partie à cause du manque d’espace, car il est déjà connu que Leidschenveen-Ypenburg seront les dernières zones de développement. Après des décennies de déclin, la population recommence à croître et en 2016, le nombre d’habitants dépasse les 520 000.

### Droit international et économie

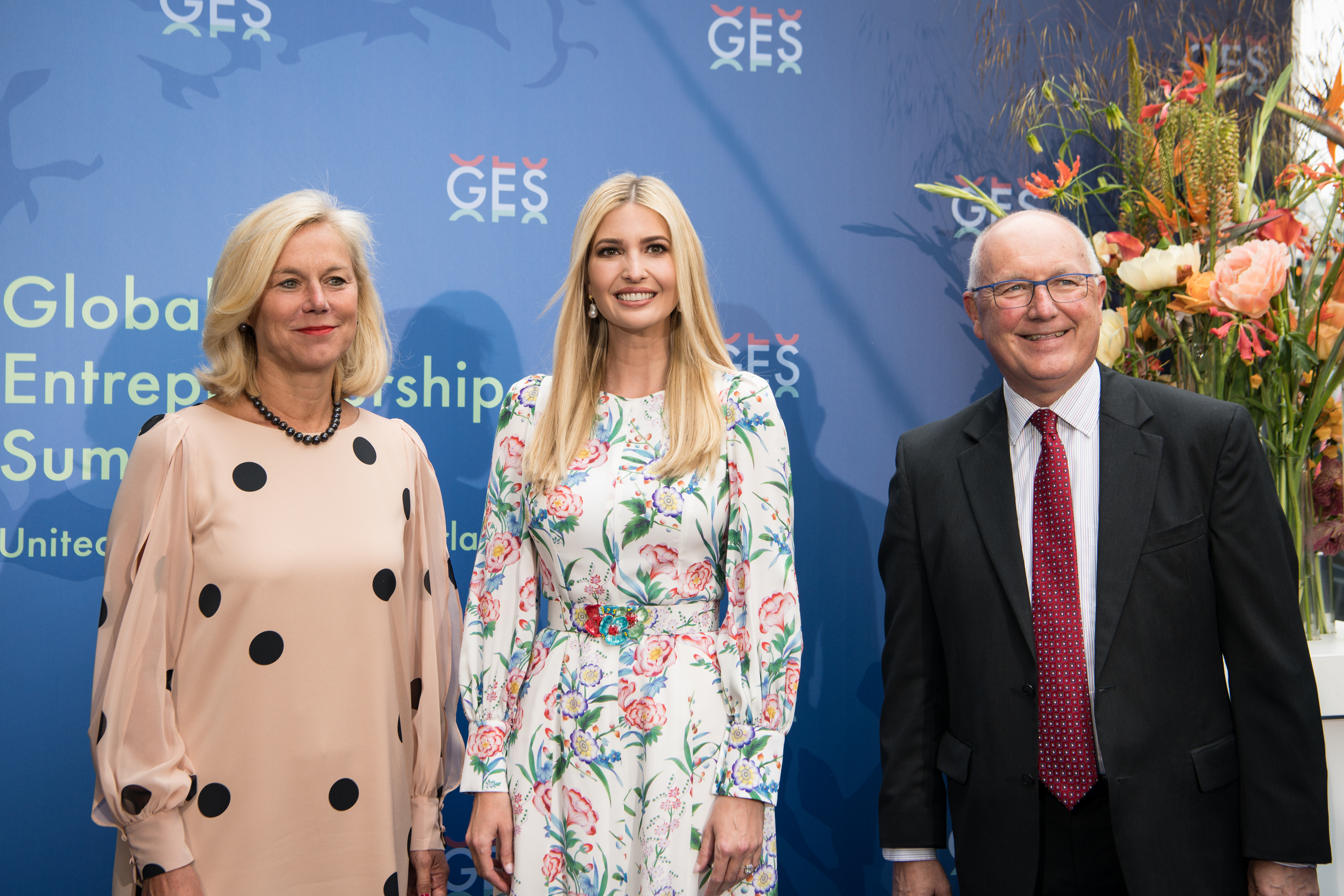
Sigrid Kaag, Ivanka Trump et Pete Hoekstra lors du GES La Haye 2019.

En 2002, la Cour pénale internationale est créée, avec son siège à La Haye. Eurojust, une agence de l'Union européenne chargée de soutenir les autorités judiciaires européennes, est également créée à La Haye la même année. Ces nouveaux sièges d’organisations internationales, ainsi que d’autres, font de La Haye une ville de plus en plus connue comme la « ville du droit international ». La longue histoire du droit international à La Haye est la raison pour laquelle en 2012, la ville se voit attribuer une devise par décret royal, en complément des armoiries municipales : « Paix et Justice ». Des conférences importantes s'y tiennent comme la Conférence internationale sur l’Afghanistan en mars 2009, le Sommet mondial sur la sécurité nucléaire de 2014 et le Global Entrepreneurship Summit (en) en juin 2019.

### Explosion de 2024
Le 7 décembre 2024 à 6h15, une importante explosion a eu lieu sur le Tarwekamp à La Haye. Plusieurs maisons sont détruites. Six personnes sont tuées et cinq blessées.